# Lista de asteroides (256001-257000)
Esta é uma lista parcial de asteroides, do asteroide número 256001 até o 257000, inclusive. Veja também o índice com todas as listas disponíveis.

| Objeto Próximos à Terra | Cinturão de asteroides (interno) | Cinturão de asteroides (externo) | Centauro       |
| Cruzador de Marte       | Cinturão de asteroides (meio)    | Troianos de Júpiter              | Transnetuniano |

Veja mais dados de cada asteroide na ligação externa para o Minor Planet Center na última coluna.
Índice: 256001... 256101... 256201... 256301... 256401... 256501... 256601... 256701... 256801... 256901... 

## 256001–256100
| Designação | Designação | Descoberta  | Descoberta        | Descobridor(es)     | Categoria | Mais informações / Referência |
| Permanente | Provisória | Data        | Local             | Descobridor(es)     | Categoria | Mais informações / Referência |
| ---------- | ---------- | ----------- | ----------------- | ------------------- | --------- | ----------------------------- |
| 256001     | 2006 TY121 | 11 out 2006 | Palomar           | NEAT                | —         | MPC                           |
| 256002     | 2006 TZ123 | 2 out 2006  | Mount Lemmon      | Mount Lemmon Survey | —         | MPC                           |
| 256003     | 2006 TK126 | 3 out 2006  | Mount Lemmon      | Mount Lemmon Survey | —         | MPC                           |
| 256004     | 2006 UP    | 16 out 2006 | Catalina          | CSS                 | —         | MPC                           |
| 256005     | 2006 UY6   | 16 out 2006 | Catalina          | CSS                 | —         | MPC                           |
| 256006     | 2006 UV7   | 16 out 2006 | Catalina          | CSS                 | —         | MPC                           |
| 256007     | 2006 UP8   | 16 out 2006 | Catalina          | CSS                 | Phocaea   | MPC                           |
| 256008     | 2006 UW8   | 16 out 2006 | Catalina          | CSS                 | —         | MPC                           |
| 256009     | 2006 UR9   | 16 out 2006 | Catalina          | CSS                 | —         | MPC                           |
| 256010     | 2006 UA10  | 16 out 2006 | Kitt Peak         | Spacewatch          | —         | MPC                           |
| 256011     | 2006 UF10  | 17 out 2006 | Catalina          | CSS                 | —         | MPC                           |
| 256012     | 2006 UL10  | 17 out 2006 | Mount Lemmon      | Mount Lemmon Survey | —         | MPC                           |
| 256013     | 2006 US13  | 17 out 2006 | Mount Lemmon      | Mount Lemmon Survey | —         | MPC                           |
| 256014     | 2006 UC16  | 17 out 2006 | Mount Lemmon      | Mount Lemmon Survey | —         | MPC                           |
| 256015     | 2006 UG23  | 16 out 2006 | Kitt Peak         | Spacewatch          | —         | MPC                           |
| 256016     | 2006 UY23  | 16 out 2006 | Kitt Peak         | Spacewatch          | —         | MPC                           |
| 256017     | 2006 UF24  | 16 out 2006 | Kitt Peak         | Spacewatch          | —         | MPC                           |
| 256018     | 2006 UE26  | 16 out 2006 | Kitt Peak         | Spacewatch          | —         | MPC                           |
| 256019     | 2006 UG26  | 16 out 2006 | Kitt Peak         | Spacewatch          | —         | MPC                           |
| 256020     | 2006 UB28  | 16 out 2006 | Kitt Peak         | Spacewatch          | —         | MPC                           |
| 256021     | 2006 UO29  | 16 out 2006 | Kitt Peak         | Spacewatch          | —         | MPC                           |
| 256022     | 2006 US29  | 16 out 2006 | Kitt Peak         | Spacewatch          | —         | MPC                           |
| 256023     | 2006 UF32  | 16 out 2006 | Kitt Peak         | Spacewatch          | —         | MPC                           |
| 256024     | 2006 UZ33  | 16 out 2006 | Kitt Peak         | Spacewatch          | —         | MPC                           |
| 256025     | 2006 UJ36  | 16 out 2006 | Catalina          | CSS                 | —         | MPC                           |
| 256026     | 2006 UQ37  | 16 out 2006 | Kitt Peak         | Spacewatch          | —         | MPC                           |
| 256027     | 2006 UF38  | 16 out 2006 | Kitt Peak         | Spacewatch          | —         | MPC                           |
| 256028     | 2006 UQ39  | 16 out 2006 | Kitt Peak         | Spacewatch          | —         | MPC                           |
| 256029     | 2006 UU40  | 16 out 2006 | Kitt Peak         | Spacewatch          | —         | MPC                           |
| 256030     | 2006 UA41  | 16 out 2006 | Kitt Peak         | Spacewatch          | —         | MPC                           |
| 256031     | 2006 UH42  | 16 out 2006 | Kitt Peak         | Spacewatch          | —         | MPC                           |
| 256032     | 2006 UK45  | 16 out 2006 | Kitt Peak         | Spacewatch          | —         | MPC                           |
| 256033     | 2006 UJ47  | 16 out 2006 | Bergisch Gladbach | W. Bickel           | —         | MPC                           |
| 256034     | 2006 UM53  | 17 out 2006 | Mount Lemmon      | Mount Lemmon Survey | —         | MPC                           |
| 256035     | 2006 UQ62  | 19 out 2006 | Goodricke-Pigott  | R. A. Tucker        | —         | MPC                           |
| 256036     | 2006 UX65  | 16 out 2006 | Catalina          | CSS                 | —         | MPC                           |
| 256037     | 2006 UF68  | 16 out 2006 | Catalina          | CSS                 | —         | MPC                           |
| 256038     | 2006 UC70  | 16 out 2006 | Catalina          | CSS                 | —         | MPC                           |
| 256039     | 2006 UO79  | 17 out 2006 | Kitt Peak         | Spacewatch          | —         | MPC                           |
| 256040     | 2006 UM81  | 17 out 2006 | Kitt Peak         | Spacewatch          | —         | MPC                           |
| 256041     | 2006 UX81  | 17 out 2006 | Mount Lemmon      | Mount Lemmon Survey | —         | MPC                           |
| 256042     | 2006 UR82  | 17 out 2006 | Kitt Peak         | Spacewatch          | —         | MPC                           |
| 256043     | 2006 UT82  | 17 out 2006 | Kitt Peak         | Spacewatch          | —         | MPC                           |
| 256044     | 2006 UU87  | 17 out 2006 | Mount Lemmon      | Mount Lemmon Survey | —         | MPC                           |
| 256045     | 2006 UQ88  | 17 out 2006 | Kitt Peak         | Spacewatch          | —         | MPC                           |
| 256046     | 2006 UY89  | 17 out 2006 | Kitt Peak         | Spacewatch          | —         | MPC                           |
| 256047     | 2006 UH91  | 17 out 2006 | Kitt Peak         | Spacewatch          | —         | MPC                           |
| 256048     | 2006 UJ92  | 18 out 2006 | Kitt Peak         | Spacewatch          | —         | MPC                           |
| 256049     | 2006 UP99  | 18 out 2006 | Kitt Peak         | Spacewatch          | —         | MPC                           |
| 256050     | 2006 UV102 | 18 out 2006 | Kitt Peak         | Spacewatch          | —         | MPC                           |
| 256051     | 2006 UY104 | 18 out 2006 | Kitt Peak         | Spacewatch          | —         | MPC                           |
| 256052     | 2006 UH120 | 19 out 2006 | Kitt Peak         | Spacewatch          | —         | MPC                           |
| 256053     | 2006 UR120 | 19 out 2006 | Kitt Peak         | Spacewatch          | —         | MPC                           |
| 256054     | 2006 UX120 | 19 out 2006 | Kitt Peak         | Spacewatch          | —         | MPC                           |
| 256055     | 2006 UR121 | 19 out 2006 | Kitt Peak         | Spacewatch          | —         | MPC                           |
| 256056     | 2006 UL123 | 19 out 2006 | Kitt Peak         | Spacewatch          | —         | MPC                           |
| 256057     | 2006 UT126 | 19 out 2006 | Kitt Peak         | Spacewatch          | —         | MPC                           |
| 256058     | 2006 UA132 | 19 out 2006 | Catalina          | CSS                 | —         | MPC                           |
| 256059     | 2006 UB133 | 19 out 2006 | Kitt Peak         | Spacewatch          | —         | MPC                           |
| 256060     | 2006 UY134 | 19 out 2006 | Palomar           | NEAT                | —         | MPC                           |
| 256061     | 2006 UX135 | 19 out 2006 | Kitt Peak         | Spacewatch          | —         | MPC                           |
| 256062     | 2006 UR136 | 19 out 2006 | Mount Lemmon      | Mount Lemmon Survey | —         | MPC                           |
| 256063     | 2006 UY140 | 19 out 2006 | Kitt Peak         | Spacewatch          | —         | MPC                           |
| 256064     | 2006 UW142 | 19 out 2006 | Kitt Peak         | Spacewatch          | —         | MPC                           |
| 256065     | 2006 UH144 | 19 out 2006 | Catalina          | CSS                 | —         | MPC                           |
| 256066     | 2006 UD146 | 20 out 2006 | Mount Lemmon      | Mount Lemmon Survey | —         | MPC                           |
| 256067     | 2006 UF158 | 21 out 2006 | Mount Lemmon      | Mount Lemmon Survey | —         | MPC                           |
| 256068     | 2006 UB172 | 21 out 2006 | Mount Lemmon      | Mount Lemmon Survey | —         | MPC                           |
| 256069     | 2006 UV175 | 16 out 2006 | Catalina          | CSS                 | —         | MPC                           |
| 256070     | 2006 UB176 | 16 out 2006 | Catalina          | CSS                 | —         | MPC                           |
| 256071     | 2006 UN178 | 16 out 2006 | Catalina          | CSS                 | —         | MPC                           |
| 256072     | 2006 UQ179 | 16 out 2006 | Catalina          | CSS                 | —         | MPC                           |
| 256073     | 2006 UF181 | 16 out 2006 | Catalina          | CSS                 | —         | MPC                           |
| 256074     | 2006 UD182 | 16 out 2006 | Catalina          | CSS                 | Phocaea   | MPC                           |
| 256075     | 2006 UE186 | 17 out 2006 | Catalina          | CSS                 | —         | MPC                           |
| 256076     | 2006 UF190 | 19 out 2006 | Catalina          | CSS                 | —         | MPC                           |
| 256077     | 2006 UU191 | 19 out 2006 | Catalina          | CSS                 | —         | MPC                           |
| 256078     | 2006 UQ200 | 21 out 2006 | Kitt Peak         | Spacewatch          | —         | MPC                           |
| 256079     | 2006 UH201 | 21 out 2006 | Kitt Peak         | Spacewatch          | —         | MPC                           |
| 256080     | 2006 UL202 | 22 out 2006 | Catalina          | CSS                 | —         | MPC                           |
| 256081     | 2006 UB203 | 22 out 2006 | Palomar           | NEAT                | —         | MPC                           |
| 256082     | 2006 UG203 | 22 out 2006 | Palomar           | NEAT                | —         | MPC                           |
| 256083     | 2006 UZ203 | 22 out 2006 | Palomar           | NEAT                | —         | MPC                           |
| 256084     | 2006 UR205 | 23 out 2006 | Kitt Peak         | Spacewatch          | Mitidika  | MPC                           |
| 256085     | 2006 UK207 | 23 out 2006 | Socorro           | LINEAR              | —         | MPC                           |
| 256086     | 2006 UX207 | 23 out 2006 | Kitt Peak         | Spacewatch          | —         | MPC                           |
| 256087     | 2006 UY207 | 23 out 2006 | Kitt Peak         | Spacewatch          | —         | MPC                           |
| 256088     | 2006 UJ213 | 23 out 2006 | Kitt Peak         | Spacewatch          | —         | MPC                           |
| 256089     | 2006 UD214 | 23 out 2006 | Kitt Peak         | Spacewatch          | —         | MPC                           |
| 256090     | 2006 UO216 | 17 out 2006 | Mount Lemmon      | Mount Lemmon Survey | —         | MPC                           |
| 256091     | 2006 UH218 | 27 out 2006 | Nyukasa           | Mount Nyukasa Stn.  | —         | MPC                           |
| 256092     | 2006 UE220 | 16 out 2006 | Catalina          | CSS                 | —         | MPC                           |
| 256093     | 2006 UJ221 | 17 out 2006 | Catalina          | CSS                 | —         | MPC                           |
| 256094     | 2006 UF229 | 20 out 2006 | Palomar           | NEAT                | —         | MPC                           |
| 256095     | 2006 UM229 | 20 out 2006 | Palomar           | NEAT                | —         | MPC                           |
| 256096     | 2006 UX234 | 22 out 2006 | Mount Lemmon      | Mount Lemmon Survey | —         | MPC                           |
| 256097     | 2006 UK239 | 23 out 2006 | Kitt Peak         | Spacewatch          | —         | MPC                           |
| 256098     | 2006 UF244 | 27 out 2006 | Mount Lemmon      | Mount Lemmon Survey | —         | MPC                           |
| 256099     | 2006 UG248 | 27 out 2006 | Mount Lemmon      | Mount Lemmon Survey | —         | MPC                           |
| 256100     | 2006 UU254 | 27 out 2006 | Mount Lemmon      | Mount Lemmon Survey | —         | MPC                           |

## 256101–256200
| Designação | Designação | Descoberta  | Descoberta       | Descobridor(es)     | Categoria | Mais informações / Referência |
| Permanente | Provisória | Data        | Local            | Descobridor(es)     | Categoria | Mais informações / Referência |
| ---------- | ---------- | ----------- | ---------------- | ------------------- | --------- | ----------------------------- |
| 256101     | 2006 UT255 | 27 out 2006 | Mount Lemmon     | Mount Lemmon Survey | —         | MPC                           |
| 256102     | 2006 UW260 | 28 out 2006 | Mount Lemmon     | Mount Lemmon Survey | —         | MPC                           |
| 256103     | 2006 UX262 | 29 out 2006 | Mount Lemmon     | Mount Lemmon Survey | —         | MPC                           |
| 256104     | 2006 US265 | 27 out 2006 | Catalina         | CSS                 | —         | MPC                           |
| 256105     | 2006 UC266 | 27 out 2006 | Catalina         | CSS                 | —         | MPC                           |
| 256106     | 2006 UK271 | 27 out 2006 | Mount Lemmon     | Mount Lemmon Survey | —         | MPC                           |
| 256107     | 2006 UJ272 | 27 out 2006 | Mount Lemmon     | Mount Lemmon Survey | —         | MPC                           |
| 256108     | 2006 UX273 | 27 out 2006 | Kitt Peak        | Spacewatch          | —         | MPC                           |
| 256109     | 2006 UG281 | 28 out 2006 | Mount Lemmon     | Mount Lemmon Survey | —         | MPC                           |
| 256110     | 2006 UX282 | 28 out 2006 | Kitt Peak        | Spacewatch          | Meliboea  | MPC                           |
| 256111     | 2006 UE283 | 28 out 2006 | Kitt Peak        | Spacewatch          | —         | MPC                           |
| 256112     | 2006 UX285 | 28 out 2006 | Kitt Peak        | Spacewatch          | —         | MPC                           |
| 256113     | 2006 UH290 | 31 out 2006 | Kitt Peak        | Spacewatch          | —         | MPC                           |
| 256114     | 2006 UD291 | 22 out 2006 | Siding Spring    | SSS                 | —         | MPC                           |
| 256115     | 2006 UA295 | 19 out 2006 | Kitt Peak        | M. W. Buie          | Mitidika  | MPC                           |
| 256116     | 2006 UW297 | 19 out 2006 | Kitt Peak        | M. W. Buie          | —         | MPC                           |
| 256117     | 2006 UW327 | 20 out 2006 | Kitt Peak        | Spacewatch          | —         | MPC                           |
| 256118     | 2006 UQ328 | 19 out 2006 | Catalina         | CSS                 | —         | MPC                           |
| 256119     | 2006 UC329 | 21 out 2006 | Kitt Peak        | Spacewatch          | —         | MPC                           |
| 256120     | 2006 UM329 | 23 out 2006 | Catalina         | CSS                 | Phocaea   | MPC                           |
| 256121     | 2006 UM331 | 21 out 2006 | Mount Lemmon     | Mount Lemmon Survey | —         | MPC                           |
| 256122     | 2006 UK333 | 22 out 2006 | Apache Point     | A. C. Becker        | —         | MPC                           |
| 256123     | 2006 UZ334 | 21 out 2006 | Kitt Peak        | Spacewatch          | —         | MPC                           |
| 256124     | 2006 UK337 | 20 out 2006 | Mount Lemmon     | Mount Lemmon Survey | —         | MPC                           |
| 256125     | 2006 UR337 | 17 out 2006 | Catalina         | CSS                 | —         | MPC                           |
| 256126     | 2006 UW346 | 28 out 2006 | Catalina         | CSS                 | —         | MPC                           |
| 256127     | 2006 UX358 | 19 out 2006 | Mount Lemmon     | Mount Lemmon Survey | —         | MPC                           |
| 256128     | 2006 VD    | 1 nov 2006  | Wrightwood       | J. W. Young         | —         | MPC                           |
| 256129     | 2006 VS1   | 2 nov 2006  | Mount Lemmon     | Mount Lemmon Survey | —         | MPC                           |
| 256130     | 2006 VF3   | 9 nov 2006  | Kitt Peak        | Spacewatch          | —         | MPC                           |
| 256131     | 2006 VR5   | 10 nov 2006 | Kitt Peak        | Spacewatch          | —         | MPC                           |
| 256132     | 2006 VY6   | 10 nov 2006 | Kitt Peak        | Spacewatch          | —         | MPC                           |
| 256133     | 2006 VK7   | 10 nov 2006 | Kitt Peak        | Spacewatch          | —         | MPC                           |
| 256134     | 2006 VQ10  | 11 nov 2006 | Catalina         | CSS                 | —         | MPC                           |
| 256135     | 2006 VN12  | 11 nov 2006 | Kitt Peak        | Spacewatch          | —         | MPC                           |
| 256136     | 2006 VU12  | 11 nov 2006 | Goodricke-Pigott | R. A. Tucker        | —         | MPC                           |
| 256137     | 2006 VZ12  | 1 nov 2006  | Catalina         | CSS                 | —         | MPC                           |
| 256138     | 2006 VQ15  | 9 nov 2006  | Kitt Peak        | Spacewatch          | —         | MPC                           |
| 256139     | 2006 VJ19  | 9 nov 2006  | Kitt Peak        | Spacewatch          | Ursula    | MPC                           |
| 256140     | 2006 VL19  | 9 nov 2006  | Kitt Peak        | Spacewatch          | —         | MPC                           |
| 256141     | 2006 VF20  | 9 nov 2006  | Kitt Peak        | Spacewatch          | —         | MPC                           |
| 256142     | 2006 VM22  | 10 nov 2006 | Kitt Peak        | Spacewatch          | —         | MPC                           |
| 256143     | 2006 VA25  | 10 nov 2006 | Kitt Peak        | Spacewatch          | —         | MPC                           |
| 256144     | 2006 VD26  | 10 nov 2006 | Kitt Peak        | Spacewatch          | —         | MPC                           |
| 256145     | 2006 VF30  | 10 nov 2006 | Kitt Peak        | Spacewatch          | —         | MPC                           |
| 256146     | 2006 VM30  | 10 nov 2006 | Kitt Peak        | Spacewatch          | —         | MPC                           |
| 256147     | 2006 VQ31  | 11 nov 2006 | Kitt Peak        | Spacewatch          | —         | MPC                           |
| 256148     | 2006 VW31  | 11 nov 2006 | Kitt Peak        | Spacewatch          | —         | MPC                           |
| 256149     | 2006 VU33  | 11 nov 2006 | Mount Lemmon     | Mount Lemmon Survey | —         | MPC                           |
| 256150     | 2006 VE34  | 11 nov 2006 | Catalina         | CSS                 | —         | MPC                           |
| 256151     | 2006 VH34  | 11 nov 2006 | Catalina         | CSS                 | —         | MPC                           |
| 256152     | 2006 VU36  | 11 nov 2006 | Catalina         | CSS                 | —         | MPC                           |
| 256153     | 2006 VA42  | 12 nov 2006 | Mount Lemmon     | Mount Lemmon Survey | —         | MPC                           |
| 256154     | 2006 VU43  | 13 nov 2006 | Kitt Peak        | Spacewatch          | —         | MPC                           |
| 256155     | 2006 VO44  | 15 nov 2006 | Socorro          | LINEAR              | —         | MPC                           |
| 256156     | 2006 VJ48  | 10 nov 2006 | Kitt Peak        | Spacewatch          | —         | MPC                           |
| 256157     | 2006 VX48  | 10 nov 2006 | Kitt Peak        | Spacewatch          | —         | MPC                           |
| 256158     | 2006 VO49  | 10 nov 2006 | Kitt Peak        | Spacewatch          | —         | MPC                           |
| 256159     | 2006 VF50  | 10 nov 2006 | Kitt Peak        | Spacewatch          | —         | MPC                           |
| 256160     | 2006 VZ50  | 10 nov 2006 | Kitt Peak        | Spacewatch          | —         | MPC                           |
| 256161     | 2006 VN52  | 11 nov 2006 | Kitt Peak        | Spacewatch          | —         | MPC                           |
| 256162     | 2006 VD53  | 11 nov 2006 | Kitt Peak        | Spacewatch          | —         | MPC                           |
| 256163     | 2006 VL53  | 11 nov 2006 | Kitt Peak        | Spacewatch          | —         | MPC                           |
| 256164     | 2006 VP53  | 11 nov 2006 | Kitt Peak        | Spacewatch          | Maria     | MPC                           |
| 256165     | 2006 VW54  | 11 nov 2006 | Kitt Peak        | Spacewatch          | —         | MPC                           |
| 256166     | 2006 VG55  | 11 nov 2006 | Kitt Peak        | Spacewatch          | —         | MPC                           |
| 256167     | 2006 VK55  | 11 nov 2006 | Kitt Peak        | Spacewatch          | —         | MPC                           |
| 256168     | 2006 VX55  | 11 nov 2006 | Kitt Peak        | Spacewatch          | —         | MPC                           |
| 256169     | 2006 VB56  | 11 nov 2006 | Kitt Peak        | Spacewatch          | —         | MPC                           |
| 256170     | 2006 VO61  | 11 nov 2006 | Kitt Peak        | Spacewatch          | —         | MPC                           |
| 256171     | 2006 VT63  | 11 nov 2006 | Kitt Peak        | Spacewatch          | —         | MPC                           |
| 256172     | 2006 VD64  | 11 nov 2006 | Kitt Peak        | Spacewatch          | —         | MPC                           |
| 256173     | 2006 VM65  | 11 nov 2006 | Kitt Peak        | Spacewatch          | —         | MPC                           |
| 256174     | 2006 VS67  | 11 nov 2006 | Kitt Peak        | Spacewatch          | Phocaea   | MPC                           |
| 256175     | 2006 VZ67  | 11 nov 2006 | Kitt Peak        | Spacewatch          | —         | MPC                           |
| 256176     | 2006 VG68  | 11 nov 2006 | Kitt Peak        | Spacewatch          | —         | MPC                           |
| 256177     | 2006 VP68  | 11 nov 2006 | Catalina         | CSS                 | —         | MPC                           |
| 256178     | 2006 VD69  | 11 nov 2006 | Catalina         | CSS                 | —         | MPC                           |
| 256179     | 2006 VY69  | 11 nov 2006 | Kitt Peak        | Spacewatch          | —         | MPC                           |
| 256180     | 2006 VT71  | 11 nov 2006 | Mount Lemmon     | Mount Lemmon Survey | —         | MPC                           |
| 256181     | 2006 VM73  | 11 nov 2006 | Mount Lemmon     | Mount Lemmon Survey | —         | MPC                           |
| 256182     | 2006 VW73  | 11 nov 2006 | Mount Lemmon     | Mount Lemmon Survey | —         | MPC                           |
| 256183     | 2006 VE74  | 11 nov 2006 | Kitt Peak        | Spacewatch          | —         | MPC                           |
| 256184     | 2006 VC75  | 11 nov 2006 | Mount Lemmon     | Mount Lemmon Survey | —         | MPC                           |
| 256185     | 2006 VS75  | 11 nov 2006 | Kitt Peak        | Spacewatch          | —         | MPC                           |
| 256186     | 2006 VQ77  | 12 nov 2006 | Mount Lemmon     | Mount Lemmon Survey | —         | MPC                           |
| 256187     | 2006 VH78  | 12 nov 2006 | Mount Lemmon     | Mount Lemmon Survey | —         | MPC                           |
| 256188     | 2006 VO79  | 12 nov 2006 | Mount Lemmon     | Mount Lemmon Survey | —         | MPC                           |
| 256189     | 2006 VD80  | 12 nov 2006 | Mount Lemmon     | Mount Lemmon Survey | —         | MPC                           |
| 256190     | 2006 VC84  | 13 nov 2006 | Mount Lemmon     | Mount Lemmon Survey | —         | MPC                           |
| 256191     | 2006 VX84  | 13 nov 2006 | Mount Lemmon     | Mount Lemmon Survey | Phocaea   | MPC                           |
| 256192     | 2006 VU85  | 14 nov 2006 | Kitt Peak        | Spacewatch          | —         | MPC                           |
| 256193     | 2006 VP87  | 14 nov 2006 | Catalina         | CSS                 | —         | MPC                           |
| 256194     | 2006 VD88  | 14 nov 2006 | Mount Lemmon     | Mount Lemmon Survey | —         | MPC                           |
| 256195     | 2006 VY88  | 14 nov 2006 | Socorro          | LINEAR              | —         | MPC                           |
| 256196     | 2006 VG89  | 14 nov 2006 | Socorro          | LINEAR              | —         | MPC                           |
| 256197     | 2006 VH89  | 14 nov 2006 | Socorro          | LINEAR              | —         | MPC                           |
| 256198     | 2006 VA90  | 14 nov 2006 | Kitt Peak        | Spacewatch          | —         | MPC                           |
| 256199     | 2006 VD90  | 14 nov 2006 | Socorro          | LINEAR              | —         | MPC                           |
| 256200     | 2006 VY92  | 15 nov 2006 | Mount Lemmon     | Mount Lemmon Survey | —         | MPC                           |

## 256201–256300
| Designação | Designação | Descoberta  | Descoberta        | Descobridor(es)       | Categoria | Mais informações / Referência |
| Permanente | Provisória | Data        | Local             | Descobridor(es)       | Categoria | Mais informações / Referência |
| ---------- | ---------- | ----------- | ----------------- | --------------------- | --------- | ----------------------------- |
| 256201     | 2006 VW93  | 15 nov 2006 | Mount Lemmon      | Mount Lemmon Survey   | —         | MPC                           |
| 256202     | 2006 VV94  | 15 nov 2006 | Mount Lemmon      | Mount Lemmon Survey   | —         | MPC                           |
| 256203     | 2006 VW94  | 15 nov 2006 | Mount Lemmon      | Mount Lemmon Survey   | —         | MPC                           |
| 256204     | 2006 VY94  | 15 nov 2006 | Kitt Peak         | Spacewatch            | —         | MPC                           |
| 256205     | 2006 VB96  | 10 nov 2006 | Kitt Peak         | Spacewatch            | —         | MPC                           |
| 256206     | 2006 VV96  | 10 nov 2006 | Kitt Peak         | Spacewatch            | —         | MPC                           |
| 256207     | 2006 VD103 | 12 nov 2006 | Mount Lemmon      | Mount Lemmon Survey   | —         | MPC                           |
| 256208     | 2006 VG103 | 12 nov 2006 | Lulin Observatory | H.-C. Lin, Q.-z. Ye   | —         | MPC                           |
| 256209     | 2006 VW103 | 12 nov 2006 | Lulin             | H.-C. Lin, Q.-z. Ye   | —         | MPC                           |
| 256210     | 2006 VN111 | 13 nov 2006 | Kitt Peak         | Spacewatch            | —         | MPC                           |
| 256211     | 2006 VR111 | 13 nov 2006 | Kitt Peak         | Spacewatch            | —         | MPC                           |
| 256212     | 2006 VG112 | 13 nov 2006 | Catalina          | CSS                   | —         | MPC                           |
| 256213     | 2006 VS113 | 13 nov 2006 | Mount Lemmon      | Mount Lemmon Survey   | —         | MPC                           |
| 256214     | 2006 VD117 | 14 nov 2006 | Kitt Peak         | Spacewatch            | —         | MPC                           |
| 256215     | 2006 VH117 | 14 nov 2006 | Kitt Peak         | Spacewatch            | —         | MPC                           |
| 256216     | 2006 VD122 | 14 nov 2006 | Socorro           | LINEAR                | —         | MPC                           |
| 256217     | 2006 VF123 | 14 nov 2006 | Kitt Peak         | Spacewatch            | —         | MPC                           |
| 256218     | 2006 VN123 | 14 nov 2006 | Socorro           | LINEAR                | —         | MPC                           |
| 256219     | 2006 VW124 | 14 nov 2006 | Kitt Peak         | Spacewatch            | —         | MPC                           |
| 256220     | 2006 VB129 | 15 nov 2006 | Kitt Peak         | Spacewatch            | —         | MPC                           |
| 256221     | 2006 VB132 | 15 nov 2006 | Kitt Peak         | Spacewatch            | —         | MPC                           |
| 256222     | 2006 VE134 | 15 nov 2006 | Mount Lemmon      | Mount Lemmon Survey   | —         | MPC                           |
| 256223     | 2006 VV139 | 15 nov 2006 | Kitt Peak         | Spacewatch            | —         | MPC                           |
| 256224     | 2006 VV140 | 15 nov 2006 | Kitt Peak         | Spacewatch            | —         | MPC                           |
| 256225     | 2006 VY144 | 15 nov 2006 | Catalina          | CSS                   | —         | MPC                           |
| 256226     | 2006 VS146 | 15 nov 2006 | Kitt Peak         | Spacewatch            | —         | MPC                           |
| 256227     | 2006 VU146 | 15 nov 2006 | Mount Lemmon      | Mount Lemmon Survey   | —         | MPC                           |
| 256228     | 2006 VY146 | 15 nov 2006 | Mount Lemmon      | Mount Lemmon Survey   | —         | MPC                           |
| 256229     | 2006 VC148 | 15 nov 2006 | Catalina          | CSS                   | —         | MPC                           |
| 256230     | 2006 VO149 | 2 nov 2006  | Catalina          | CSS                   | —         | MPC                           |
| 256231     | 2006 VG151 | 9 nov 2006  | Palomar           | NEAT                  | —         | MPC                           |
| 256232     | 2006 VV151 | 9 nov 2006  | Palomar           | NEAT                  | —         | MPC                           |
| 256233     | 2006 VA152 | 9 nov 2006  | Palomar           | NEAT                  | —         | MPC                           |
| 256234     | 2006 VD152 | 9 nov 2006  | Palomar           | NEAT                  | —         | MPC                           |
| 256235     | 2006 VH153 | 8 nov 2006  | Palomar           | NEAT                  | —         | MPC                           |
| 256236     | 2006 VK154 | 8 nov 2006  | Palomar           | NEAT                  | Themis    | MPC                           |
| 256237     | 2006 VM172 | 12 nov 2006 | Catalina          | CSS                   | —         | MPC                           |
| 256238     | 2006 WD    | 16 nov 2006 | 7300 Observatory  | W. K. Y. Yeung        | —         | MPC                           |
| 256239     | 2006 WC5   | 16 nov 2006 | Kitt Peak         | Spacewatch            | —         | MPC                           |
| 256240     | 2006 WK13  | 16 nov 2006 | Mount Lemmon      | Mount Lemmon Survey   | —         | MPC                           |
| 256241     | 2006 WN13  | 16 nov 2006 | Mount Lemmon      | Mount Lemmon Survey   | —         | MPC                           |
| 256242     | 2006 WR13  | 16 nov 2006 | Mount Lemmon      | Mount Lemmon Survey   | —         | MPC                           |
| 256243     | 2006 WG15  | 16 nov 2006 | Lulin Observatory | M.-T. Chang, Q.-z. Ye | —         | MPC                           |
| 256244     | 2006 WM16  | 17 nov 2006 | Kitt Peak         | Spacewatch            | —         | MPC                           |
| 256245     | 2006 WW23  | 17 nov 2006 | Mount Lemmon      | Mount Lemmon Survey   | —         | MPC                           |
| 256246     | 2006 WM24  | 17 nov 2006 | Mount Lemmon      | Mount Lemmon Survey   | —         | MPC                           |
| 256247     | 2006 WS26  | 18 nov 2006 | Socorro           | LINEAR                | —         | MPC                           |
| 256248     | 2006 WD27  | 18 nov 2006 | Kitt Peak         | Spacewatch            | —         | MPC                           |
| 256249     | 2006 WC28  | 22 nov 2006 | 7300              | W. K. Y. Yeung        | —         | MPC                           |
| 256250     | 2006 WE28  | 22 nov 2006 | 7300              | W. K. Y. Yeung        | —         | MPC                           |
| 256251     | 2006 WF28  | 22 nov 2006 | 7300              | W. K. Y. Yeung        | —         | MPC                           |
| 256252     | 2006 WC29  | 19 nov 2006 | Kitt Peak         | Spacewatch            | —         | MPC                           |
| 256253     | 2006 WE36  | 16 nov 2006 | Kitt Peak         | Spacewatch            | —         | MPC                           |
| 256254     | 2006 WO40  | 16 nov 2006 | Kitt Peak         | Spacewatch            | —         | MPC                           |
| 256255     | 2006 WR44  | 16 nov 2006 | Kitt Peak         | Spacewatch            | —         | MPC                           |
| 256256     | 2006 WV48  | 16 nov 2006 | Mount Lemmon      | Mount Lemmon Survey   | —         | MPC                           |
| 256257     | 2006 WA49  | 16 nov 2006 | Mount Lemmon      | Mount Lemmon Survey   | —         | MPC                           |
| 256258     | 2006 WB51  | 16 nov 2006 | Kitt Peak         | Spacewatch            | —         | MPC                           |
| 256259     | 2006 WL52  | 16 nov 2006 | Kitt Peak         | Spacewatch            | —         | MPC                           |
| 256260     | 2006 WH54  | 16 nov 2006 | Kitt Peak         | Spacewatch            | —         | MPC                           |
| 256261     | 2006 WN55  | 16 nov 2006 | Kitt Peak         | Spacewatch            | —         | MPC                           |
| 256262     | 2006 WS63  | 17 nov 2006 | Mount Lemmon      | Mount Lemmon Survey   | —         | MPC                           |
| 256263     | 2006 WH66  | 17 nov 2006 | Mount Lemmon      | Mount Lemmon Survey   | —         | MPC                           |
| 256264     | 2006 WW70  | 18 nov 2006 | Kitt Peak         | Spacewatch            | —         | MPC                           |
| 256265     | 2006 WA74  | 18 nov 2006 | Kitt Peak         | Spacewatch            | —         | MPC                           |
| 256266     | 2006 WG76  | 18 nov 2006 | Kitt Peak         | Spacewatch            | —         | MPC                           |
| 256267     | 2006 WJ76  | 18 nov 2006 | Kitt Peak         | Spacewatch            | —         | MPC                           |
| 256268     | 2006 WP80  | 18 nov 2006 | Kitt Peak         | Spacewatch            | —         | MPC                           |
| 256269     | 2006 WE81  | 18 nov 2006 | Kitt Peak         | Spacewatch            | —         | MPC                           |
| 256270     | 2006 WV82  | 18 nov 2006 | Kitt Peak         | Spacewatch            | —         | MPC                           |
| 256271     | 2006 WL88  | 18 nov 2006 | Mount Lemmon      | Mount Lemmon Survey   | —         | MPC                           |
| 256272     | 2006 WA90  | 18 nov 2006 | Kitt Peak         | Spacewatch            | —         | MPC                           |
| 256273     | 2006 WK90  | 18 nov 2006 | Mount Lemmon      | Mount Lemmon Survey   | —         | MPC                           |
| 256274     | 2006 WE91  | 19 nov 2006 | Kitt Peak         | Spacewatch            | —         | MPC                           |
| 256275     | 2006 WZ94  | 19 nov 2006 | Kitt Peak         | Spacewatch            | —         | MPC                           |
| 256276     | 2006 WJ98  | 19 nov 2006 | Kitt Peak         | Spacewatch            | Phocaea   | MPC                           |
| 256277     | 2006 WV98  | 19 nov 2006 | Kitt Peak         | Spacewatch            | —         | MPC                           |
| 256278     | 2006 WH104 | 19 nov 2006 | Kitt Peak         | Spacewatch            | —         | MPC                           |
| 256279     | 2006 WQ104 | 19 nov 2006 | Kitt Peak         | Spacewatch            | —         | MPC                           |
| 256280     | 2006 WX104 | 19 nov 2006 | Kitt Peak         | Spacewatch            | —         | MPC                           |
| 256281     | 2006 WK105 | 19 nov 2006 | Kitt Peak         | Spacewatch            | —         | MPC                           |
| 256282     | 2006 WT105 | 19 nov 2006 | Kitt Peak         | Spacewatch            | —         | MPC                           |
| 256283     | 2006 WQ112 | 19 nov 2006 | Kitt Peak         | Spacewatch            | —         | MPC                           |
| 256284     | 2006 WJ115 | 20 nov 2006 | Socorro           | LINEAR                | —         | MPC                           |
| 256285     | 2006 WZ115 | 20 nov 2006 | Socorro           | LINEAR                | —         | MPC                           |
| 256286     | 2006 WC116 | 20 nov 2006 | Socorro           | LINEAR                | —         | MPC                           |
| 256287     | 2006 WN120 | 21 nov 2006 | Socorro           | LINEAR                | —         | MPC                           |
| 256288     | 2006 WE124 | 22 nov 2006 | Mount Lemmon      | Mount Lemmon Survey   | —         | MPC                           |
| 256289     | 2006 WF127 | 22 nov 2006 | Mount Lemmon      | Mount Lemmon Survey   | —         | MPC                           |
| 256290     | 2006 WL128 | 26 nov 2006 | 7300              | W. K. Y. Yeung        | —         | MPC                           |
| 256291     | 2006 WZ129 | 26 nov 2006 | Bergisch Gladbac  | W. Bickel             | —         | MPC                           |
| 256292     | 2006 WF130 | 28 nov 2006 | 7300              | W. K. Y. Yeung        | —         | MPC                           |
| 256293     | 2006 WY131 | 18 nov 2006 | Kitt Peak         | Spacewatch            | —         | MPC                           |
| 256294     | 2006 WL132 | 18 nov 2006 | Kitt Peak         | Spacewatch            | —         | MPC                           |
| 256295     | 2006 WS134 | 18 nov 2006 | Mount Lemmon      | Mount Lemmon Survey   | —         | MPC                           |
| 256296     | 2006 WC135 | 18 nov 2006 | Catalina          | CSS                   | —         | MPC                           |
| 256297     | 2006 WE136 | 19 nov 2006 | Kitt Peak         | Spacewatch            | —         | MPC                           |
| 256298     | 2006 WU136 | 19 nov 2006 | Socorro           | LINEAR                | —         | MPC                           |
| 256299     | 2006 WJ139 | 19 nov 2006 | Kitt Peak         | Spacewatch            | —         | MPC                           |
| 256300     | 2006 WK140 | 19 nov 2006 | 7300              | W. K. Y. Yeung        | —         | MPC                           |

## 256301–256400
| Designação             | Designação | Descoberta  | Descoberta     | Descobridor(es)     | Categoria | Mais informações / Referência |
| Permanente             | Provisória | Data        | Local          | Descobridor(es)     | Categoria | Mais informações / Referência |
| ---------------------- | ---------- | ----------- | -------------- | ------------------- | --------- | ----------------------------- |
| 256301                 | 2006 WF150 | 20 nov 2006 | Kitt Peak      | Spacewatch          | —         | MPC                           |
| 256302                 | 2006 WQ166 | 23 nov 2006 | Kitt Peak      | Spacewatch          | —         | MPC                           |
| 256303                 | 2006 WW173 | 23 nov 2006 | Kitt Peak      | Spacewatch          | —         | MPC                           |
| 256304                 | 2006 WD176 | 23 nov 2006 | Kitt Peak      | Spacewatch          | —         | MPC                           |
| 256305                 | 2006 WM178 | 23 nov 2006 | Mount Lemmon   | Mount Lemmon Survey | —         | MPC                           |
| 256306                 | 2006 WG184 | 25 nov 2006 | Mount Lemmon   | Mount Lemmon Survey | —         | MPC                           |
| 256307                 | 2006 WN185 | 16 nov 2006 | Catalina       | CSS                 | —         | MPC                           |
| 256308                 | 2006 WO185 | 16 nov 2006 | Catalina       | CSS                 | Pallas    | MPC                           |
| 256309                 | 2006 WJ186 | 17 nov 2006 | Palomar        | NEAT                | —         | MPC                           |
| 256310                 | 2006 WL186 | 17 nov 2006 | Palomar        | NEAT                | —         | MPC                           |
| 256311                 | 2006 WR189 | 25 nov 2006 | Mount Lemmon   | Mount Lemmon Survey | —         | MPC                           |
| 256312                 | 2006 WU190 | 25 nov 2006 | Kitt Peak      | Spacewatch          | —         | MPC                           |
| 256313                 | 2006 WW191 | 27 nov 2006 | Catalina       | CSS                 | —         | MPC                           |
| 256314                 | 2006 WE193 | 27 nov 2006 | Kitt Peak      | Spacewatch          | —         | MPC                           |
| 256315                 | 2006 WS193 | 27 nov 2006 | Mount Lemmon   | Mount Lemmon Survey | —         | MPC                           |
| 256316                 | 2006 WX193 | 27 nov 2006 | Kitt Peak      | Spacewatch          | —         | MPC                           |
| 256317                 | 2006 WA194 | 27 nov 2006 | Kitt Peak      | Spacewatch          | —         | MPC                           |
| 256318                 | 2006 WA199 | 17 nov 2006 | Kitt Peak      | Spacewatch          | —         | MPC                           |
| 256319                 | 2006 XB4   | 14 dez 2006 | Cordell-Lorenz | Cordell–Lorenz Obs. | —         | MPC                           |
| 256320                 | 2006 XK5   | 5 dez 2006  | Palomar        | NEAT                | —         | MPC                           |
| 256321                 | 2006 XL6   | 9 dez 2006  | Palomar        | NEAT                | —         | MPC                           |
| 256322                 | 2006 XN6   | 9 dez 2006  | Palomar        | NEAT                | —         | MPC                           |
| 256323                 | 2006 XQ7   | 9 dez 2006  | Kitt Peak      | Spacewatch          | —         | MPC                           |
| 256324                 | 2006 XY11  | 10 dez 2006 | Kitt Peak      | Spacewatch          | —         | MPC                           |
| 256325                 | 2006 XA18  | 10 dez 2006 | Kitt Peak      | Spacewatch          | —         | MPC                           |
| 256326                 | 2006 XK18  | 10 dez 2006 | Kitt Peak      | Spacewatch          | —         | MPC                           |
| 256327                 | 2006 XL18  | 10 dez 2006 | Kitt Peak      | Spacewatch          | —         | MPC                           |
| 256328                 | 2006 XJ21  | 12 dez 2006 | Socorro        | LINEAR              | —         | MPC                           |
| 256329                 | 2006 XD23  | 12 dez 2006 | Kitt Peak      | Spacewatch          | —         | MPC                           |
| 256330                 | 2006 XF25  | 12 dez 2006 | Mount Lemmon   | Mount Lemmon Survey | —         | MPC                           |
| 256331                 | 2006 XV25  | 12 dez 2006 | Catalina       | CSS                 | —         | MPC                           |
| 256332                 | 2006 XN26  | 12 dez 2006 | Catalina       | CSS                 | —         | MPC                           |
| 256333                 | 2006 XM27  | 13 dez 2006 | Kitt Peak      | Spacewatch          | —         | MPC                           |
| 256334                 | 2006 XP27  | 13 dez 2006 | Kitt Peak      | Spacewatch          | —         | MPC                           |
| 256335                 | 2006 XQ27  | 13 dez 2006 | Kitt Peak      | Spacewatch          | —         | MPC                           |
| 256336                 | 2006 XS27  | 13 dez 2006 | Kitt Peak      | Spacewatch          | —         | MPC                           |
| 256337                 | 2006 XS28  | 13 dez 2006 | Catalina       | CSS                 | —         | MPC                           |
| 256338                 | 2006 XR29  | 13 dez 2006 | Mount Lemmon   | Mount Lemmon Survey | —         | MPC                           |
| 256339                 | 2006 XM30  | 13 dez 2006 | Mount Lemmon   | Mount Lemmon Survey | —         | MPC                           |
| 256340                 | 2006 XP30  | 13 dez 2006 | Kitt Peak      | Spacewatch          | Themis    | MPC                           |
| 256341                 | 2006 XO31  | 10 dez 2006 | Pla D'Arguines | R. Ferrando         | —         | MPC                           |
| 256342                 | 2006 XE34  | 11 dez 2006 | Kitt Peak      | Spacewatch          | —         | MPC                           |
| 256343                 | 2006 XA36  | 11 dez 2006 | Catalina       | CSS                 | —         | MPC                           |
| 256344                 | 2006 XC37  | 11 dez 2006 | Kitt Peak      | Spacewatch          | —         | MPC                           |
| 256345                 | 2006 XG39  | 11 dez 2006 | Kitt Peak      | Spacewatch          | —         | MPC                           |
| 256346                 | 2006 XP40  | 12 dez 2006 | Kitt Peak      | Spacewatch          | —         | MPC                           |
| 256347                 | 2006 XT42  | 12 dez 2006 | Mount Lemmon   | Mount Lemmon Survey | Themis    | MPC                           |
| 256348                 | 2006 XW42  | 12 dez 2006 | Mount Lemmon   | Mount Lemmon Survey | —         | MPC                           |
| 256349                 | 2006 XF43  | 12 dez 2006 | Mount Lemmon   | Mount Lemmon Survey | —         | MPC                           |
| 256350                 | 2006 XX45  | 13 dez 2006 | Catalina       | CSS                 | —         | MPC                           |
| 256351                 | 2006 XT47  | 13 dez 2006 | Kitt Peak      | Spacewatch          | —         | MPC                           |
| 256352                 | 2006 XB48  | 13 dez 2006 | Socorro        | LINEAR              | Eos       | MPC                           |
| 256353                 | 2006 XG54  | 15 dez 2006 | Socorro        | LINEAR              | —         | MPC                           |
| 256354                 | 2006 XG55  | 15 dez 2006 | Catalina       | CSS                 | —         | MPC                           |
| 256355                 | 2006 XW55  | 11 dez 2006 | Socorro        | LINEAR              | —         | MPC                           |
| 256356                 | 2006 XZ56  | 13 dez 2006 | Catalina       | CSS                 | —         | MPC                           |
| 256357                 | 2006 XH57  | 14 dez 2006 | Catalina       | CSS                 | —         | MPC                           |
| 256358                 | 2006 XR57  | 14 dez 2006 | Mount Lemmon   | Mount Lemmon Survey | —         | MPC                           |
| 256359                 | 2006 XR58  | 14 dez 2006 | Kitt Peak      | Spacewatch          | —         | MPC                           |
| 256360                 | 2006 XG59  | 14 dez 2006 | Kitt Peak      | Spacewatch          | Maria     | MPC                           |
| 256361                 | 2006 XN59  | 14 dez 2006 | Kitt Peak      | Spacewatch          | —         | MPC                           |
| 256362                 | 2006 XE64  | 12 dez 2006 | Palomar        | NEAT                | —         | MPC                           |
| 256363                 | 2006 XL64  | 12 dez 2006 | Socorro        | LINEAR              | —         | MPC                           |
| 256364                 | 2006 XW64  | 12 dez 2006 | Palomar        | NEAT                | —         | MPC                           |
| 256365                 | 2006 XX64  | 12 dez 2006 | Palomar        | NEAT                | —         | MPC                           |
| 256366                 | 2006 XF66  | 12 dez 2006 | Palomar        | NEAT                | —         | MPC                           |
| 256367                 | 2006 XH67  | 14 dez 2006 | Palomar        | NEAT                | —         | MPC                           |
| 256368                 | 2006 YV2   | 22 dez 2006 | 7300           | W. K. Y. Yeung      | —         | MPC                           |
| 256369 Vilain          | 2006 YB3   | 20 dez 2006 | Saint-Sulpice  | B. Christophe       | —         | MPC                           |
| 256370                 | 2006 YS3   | 16 dez 2006 | Socorro        | LINEAR              | —         | MPC                           |
| 256371                 | 2006 YA5   | 17 dez 2006 | Mount Lemmon   | Mount Lemmon Survey | —         | MPC                           |
| 256372                 | 2006 YV9   | 21 dez 2006 | Kitt Peak      | Spacewatch          | —         | MPC                           |
| 256373                 | 2006 YD10  | 21 dez 2006 | Mount Lemmon   | Mount Lemmon Survey | —         | MPC                           |
| 256374 Danielpequignot | 2006 YZ13  | 22 dez 2006 | Saint-Sulpice  | B. Christophe       | —         | MPC                           |
| 256375                 | 2006 YW14  | 24 dez 2006 | Kanab          | E. E. Sheridan      | —         | MPC                           |
| 256376                 | 2006 YM16  | 21 dez 2006 | Anderson Mesa  | LONEOS              | —         | MPC                           |
| 256377                 | 2006 YZ16  | 21 dez 2006 | Mount Lemmon   | Mount Lemmon Survey | —         | MPC                           |
| 256378                 | 2006 YG18  | 22 dez 2006 | Socorro        | LINEAR              | —         | MPC                           |
| 256379                 | 2006 YT18  | 23 dez 2006 | Mount Lemmon   | Mount Lemmon Survey | —         | MPC                           |
| 256380                 | 2006 YW25  | 21 dez 2006 | Kitt Peak      | Spacewatch          | —         | MPC                           |
| 256381                 | 2006 YH26  | 21 dez 2006 | Kitt Peak      | Spacewatch          | —         | MPC                           |
| 256382                 | 2006 YR26  | 21 dez 2006 | Kitt Peak      | Spacewatch          | Ursula    | MPC                           |
| 256383                 | 2006 YF34  | 21 dez 2006 | Kitt Peak      | Spacewatch          | —         | MPC                           |
| 256384                 | 2006 YS35  | 21 dez 2006 | Kitt Peak      | Spacewatch          | —         | MPC                           |
| 256385                 | 2006 YS37  | 21 dez 2006 | Kitt Peak      | Spacewatch          | —         | MPC                           |
| 256386                 | 2006 YZ37  | 21 dez 2006 | Kitt Peak      | Spacewatch          | —         | MPC                           |
| 256387                 | 2006 YH39  | 22 dez 2006 | Kitt Peak      | Spacewatch          | —         | MPC                           |
| 256388                 | 2006 YE42  | 22 dez 2006 | Kitt Peak      | Spacewatch          | —         | MPC                           |
| 256389                 | 2006 YU43  | 25 dez 2006 | Anderson Mesa  | LONEOS              | —         | MPC                           |
| 256390                 | 2006 YS44  | 26 dez 2006 | Eskridge       | Farpoint Obs.       | —         | MPC                           |
| 256391                 | 2006 YA45  | 28 dez 2006 | Marly          | P. Kocher           | —         | MPC                           |
| 256392                 | 2006 YB50  | 21 dez 2006 | Kitt Peak      | M. W. Buie          | —         | MPC                           |
| 256393                 | 2006 YH51  | 24 dez 2006 | Kitt Peak      | Spacewatch          | —         | MPC                           |
| 256394                 | 2006 YL51  | 27 dez 2006 | Mount Lemmon   | Mount Lemmon Survey | —         | MPC                           |
| 256395                 | 2006 YA55  | 21 dez 2006 | Kitt Peak      | Spacewatch          | —         | MPC                           |
| 256396                 | 2007 AZ1   | 9 jan 2007  | Mayhill        | A. Lowe             | —         | MPC                           |
| 256397                 | 2007 AD5   | 8 jan 2007  | Mount Lemmon   | Mount Lemmon Survey | —         | MPC                           |
| 256398                 | 2007 AT7   | 9 jan 2007  | Palomar        | NEAT                | —         | MPC                           |
| 256399                 | 2007 AU7   | 9 jan 2007  | Palomar        | NEAT                | —         | MPC                           |
| 256400                 | 2007 AS10  | 10 jan 2007 | Mount Lemmon   | Mount Lemmon Survey | —         | MPC                           |

## 256401–256500
| Designação | Designação | Descoberta  | Descoberta       | Descobridor(es)      | Categoria | Mais informações / Referência |
| Permanente | Provisória | Data        | Local            | Descobridor(es)      | Categoria | Mais informações / Referência |
| ---------- | ---------- | ----------- | ---------------- | -------------------- | --------- | ----------------------------- |
| 256401     | 2007 AZ11  | 15 jan 2007 | Catalina         | CSS                  | —         | MPC                           |
| 256402     | 2007 AR15  | 10 jan 2007 | Mount Lemmon     | Mount Lemmon Survey  | —         | MPC                           |
| 256403     | 2007 AJ16  | 10 jan 2007 | Mount Lemmon     | Mount Lemmon Survey  | —         | MPC                           |
| 256404     | 2007 AY17  | 14 jan 2007 | Nyukasa          | Mount Nyukasa Stn.   | —         | MPC                           |
| 256405     | 2007 AJ18  | 9 jan 2007  | Catalina         | CSS                  | —         | MPC                           |
| 256406     | 2007 AP18  | 10 jan 2007 | Catalina         | CSS                  | Phocaea   | MPC                           |
| 256407     | 2007 AV18  | 10 jan 2007 | Socorro          | LINEAR               | —         | MPC                           |
| 256408     | 2007 AW18  | 10 jan 2007 | Catalina         | CSS                  | —         | MPC                           |
| 256409     | 2007 AT22  | 10 jan 2007 | Catalina         | CSS                  | —         | MPC                           |
| 256410     | 2007 AX25  | 15 jan 2007 | Anderson Mesa    | LONEOS               | —         | MPC                           |
| 256411     | 2007 AC28  | 10 jan 2007 | Mount Lemmon     | Mount Lemmon Survey  | —         | MPC                           |
| 256412     | 2007 BT2   | 17 jan 2007 | Catalina         | CSS                  | —         | MPC                           |
| 256413     | 2007 BJ6   | 17 jan 2007 | Palomar          | NEAT                 | —         | MPC                           |
| 256414     | 2007 BG9   | 17 jan 2007 | Catalina         | CSS                  | —         | MPC                           |
| 256415     | 2007 BT9   | 17 jan 2007 | Kitt Peak        | Spacewatch           | —         | MPC                           |
| 256416     | 2007 BV10  | 17 jan 2007 | Kitt Peak        | Spacewatch           | —         | MPC                           |
| 256417     | 2007 BY14  | 17 jan 2007 | Kitt Peak        | Spacewatch           | —         | MPC                           |
| 256418     | 2007 BE15  | 17 jan 2007 | Kitt Peak        | Spacewatch           | —         | MPC                           |
| 256419     | 2007 BH21  | 24 jan 2007 | Socorro          | LINEAR               | —         | MPC                           |
| 256420     | 2007 BJ22  | 24 jan 2007 | Socorro          | LINEAR               | —         | MPC                           |
| 256421     | 2007 BE23  | 24 jan 2007 | Mount Lemmon     | Mount Lemmon Survey  | —         | MPC                           |
| 256422     | 2007 BD34  | 24 jan 2007 | Mount Lemmon     | Mount Lemmon Survey  | —         | MPC                           |
| 256423     | 2007 BW36  | 24 jan 2007 | Catalina         | CSS                  | —         | MPC                           |
| 256424     | 2007 BU44  | 25 jan 2007 | Catalina         | CSS                  | —         | MPC                           |
| 256425     | 2007 BY46  | 26 jan 2007 | Kitt Peak        | Spacewatch           | —         | MPC                           |
| 256426     | 2007 BU49  | 25 jan 2007 | Catalina         | CSS                  | —         | MPC                           |
| 256427     | 2007 BY53  | 24 jan 2007 | Kitt Peak        | Spacewatch           | —         | MPC                           |
| 256428     | 2007 BQ55  | 24 jan 2007 | Socorro          | LINEAR               | —         | MPC                           |
| 256429     | 2007 BD61  | 27 jan 2007 | Mount Lemmon     | Mount Lemmon Survey  | —         | MPC                           |
| 256430     | 2007 BG69  | 27 jan 2007 | Mount Lemmon     | Mount Lemmon Survey  | —         | MPC                           |
| 256431     | 2007 BG73  | 29 jan 2007 | Cordell-Lorenz   | Cordell–Lorenz Obs.  | —         | MPC                           |
| 256432     | 2007 BD74  | 17 jan 2007 | Kitt Peak        | Spacewatch           | —         | MPC                           |
| 256433     | 2007 BS77  | 27 jan 2007 | Mount Lemmon     | Mount Lemmon Survey  | Brangane  | MPC                           |
| 256434     | 2007 CJ    | 5 fev 2007  | Palomar          | NEAT                 | —         | MPC                           |
| 256435     | 2007 CH5   | 7 fev 2007  | Mayhill          | A. Lowe              | —         | MPC                           |
| 256436     | 2007 CS10  | 6 fev 2007  | Mount Lemmon     | Mount Lemmon Survey  | —         | MPC                           |
| 256437     | 2007 CA12  | 6 fev 2007  | Kitt Peak        | Spacewatch           | —         | MPC                           |
| 256438     | 2007 CM14  | 7 fev 2007  | Mount Lemmon     | Mount Lemmon Survey  | —         | MPC                           |
| 256439     | 2007 CN15  | 5 fev 2007  | Palomar          | NEAT                 | —         | MPC                           |
| 256440     | 2007 CJ16  | 7 fev 2007  | Kitt Peak        | Spacewatch           | —         | MPC                           |
| 256441     | 2007 CD22  | 6 fev 2007  | Mount Lemmon     | Mount Lemmon Survey  | —         | MPC                           |
| 256442     | 2007 CJ22  | 6 fev 2007  | Mount Lemmon     | Mount Lemmon Survey  | —         | MPC                           |
| 256443     | 2007 CK28  | 6 fev 2007  | Kitt Peak        | Spacewatch           | —         | MPC                           |
| 256444     | 2007 CG29  | 6 fev 2007  | Mount Lemmon     | Mount Lemmon Survey  | —         | MPC                           |
| 256445     | 2007 CC36  | 6 fev 2007  | Mount Lemmon     | Mount Lemmon Survey  | —         | MPC                           |
| 256446     | 2007 CM41  | 7 fev 2007  | Kitt Peak        | Spacewatch           | Brangane  | MPC                           |
| 256447     | 2007 CQ41  | 7 fev 2007  | Kitt Peak        | Spacewatch           | —         | MPC                           |
| 256448     | 2007 CR41  | 7 fev 2007  | Kitt Peak        | Spacewatch           | Brangane  | MPC                           |
| 256449     | 2007 CC43  | 7 fev 2007  | Mount Lemmon     | Mount Lemmon Survey  | —         | MPC                           |
| 256450     | 2007 CV44  | 8 fev 2007  | Palomar          | NEAT                 | —         | MPC                           |
| 256451     | 2007 CQ46  | 8 fev 2007  | Palomar          | NEAT                 | —         | MPC                           |
| 256452     | 2007 CN47  | 9 fev 2007  | Altschwendt      | W. Ries              | Maria     | MPC                           |
| 256453     | 2007 CD49  | 10 fev 2007 | Mount Lemmon     | Mount Lemmon Survey  | —         | MPC                           |
| 256454     | 2007 CK53  | 15 fev 2007 | Catalina         | CSS                  | —         | MPC                           |
| 256455     | 2007 CR53  | 15 fev 2007 | Palomar          | NEAT                 | Brangane  | MPC                           |
| 256456     | 2007 CX54  | 15 fev 2007 | Bergisch Gladbac | W. Bickel            | —         | MPC                           |
| 256457     | 2007 CW57  | 9 fev 2007  | Catalina         | CSS                  | —         | MPC                           |
| 256458     | 2007 CE60  | 10 fev 2007 | Catalina         | CSS                  | Brangane  | MPC                           |
| 256459     | 2007 CQ65  | 8 fev 2007  | Mount Lemmon     | Mount Lemmon Survey  | —         | MPC                           |
| 256460     | 2007 DL    | 17 fev 2007 | Socorro          | LINEAR               | —         | MPC                           |
| 256461     | 2007 DV7   | 18 fev 2007 | Calvin-Rehoboth  | Calvin–Rehoboth Obs. | Brangane  | MPC                           |
| 256462     | 2007 DD12  | 16 fev 2007 | Palomar          | NEAT                 | —         | MPC                           |
| 256463     | 2007 DJ12  | 16 fev 2007 | Palomar          | NEAT                 | Phocaea   | MPC                           |
| 256464     | 2007 DU13  | 17 fev 2007 | Kitt Peak        | Spacewatch           | —         | MPC                           |
| 256465     | 2007 DE22  | 17 fev 2007 | Kitt Peak        | Spacewatch           | Brangane  | MPC                           |
| 256466     | 2007 DF23  | 17 fev 2007 | Kitt Peak        | Spacewatch           | Ursula    | MPC                           |
| 256467     | 2007 DU29  | 17 fev 2007 | Kitt Peak        | Spacewatch           | —         | MPC                           |
| 256468     | 2007 DK34  | 17 fev 2007 | Kitt Peak        | Spacewatch           | —         | MPC                           |
| 256469     | 2007 DT34  | 17 fev 2007 | Kitt Peak        | Spacewatch           | —         | MPC                           |
| 256470     | 2007 DC36  | 17 fev 2007 | Kitt Peak        | Spacewatch           | —         | MPC                           |
| 256471     | 2007 DE38  | 17 fev 2007 | Kitt Peak        | Spacewatch           | —         | MPC                           |
| 256472     | 2007 DR45  | 21 fev 2007 | Kitt Peak        | Spacewatch           | —         | MPC                           |
| 256473     | 2007 DH49  | 18 fev 2007 | Antares          | ARO                  | —         | MPC                           |
| 256474     | 2007 DF55  | 21 fev 2007 | Socorro          | LINEAR               | —         | MPC                           |
| 256475     | 2007 DF57  | 21 fev 2007 | Mount Lemmon     | Mount Lemmon Survey  | Brangane  | MPC                           |
| 256476     | 2007 DF61  | 25 fev 2007 | Desert Moon      | B. L. Stevens        | —         | MPC                           |
| 256477     | 2007 DN64  | 21 fev 2007 | Kitt Peak        | Spacewatch           | —         | MPC                           |
| 256478     | 2007 DO93  | 23 fev 2007 | Kitt Peak        | Spacewatch           | Brangane  | MPC                           |
| 256479     | 2007 DV93  | 23 fev 2007 | Kitt Peak        | Spacewatch           | —         | MPC                           |
| 256480     | 2007 DG95  | 23 fev 2007 | Kitt Peak        | Spacewatch           | —         | MPC                           |
| 256481     | 2007 DU101 | 27 fev 2007 | Eskridge         | G. Hug               | —         | MPC                           |
| 256482     | 2007 DV101 | 24 fev 2007 | Nyukasa          | Mount Nyukasa Stn.   | Ursula    | MPC                           |
| 256483     | 2007 DJ110 | 17 fev 2007 | Mount Lemmon     | Mount Lemmon Survey  | —         | MPC                           |
| 256484     | 2007 DN110 | 17 fev 2007 | Kitt Peak        | Spacewatch           | —         | MPC                           |
| 256485     | 2007 DK111 | 25 fev 2007 | Kitt Peak        | Spacewatch           | —         | MPC                           |
| 256486     | 2007 EN8   | 9 mar 2007  | Mount Lemmon     | Mount Lemmon Survey  | —         | MPC                           |
| 256487     | 2007 EP12  | 9 mar 2007  | Palomar          | NEAT                 | —         | MPC                           |
| 256488     | 2007 EQ13  | 9 mar 2007  | Mount Lemmon     | Mount Lemmon Survey  | —         | MPC                           |
| 256489     | 2007 EJ14  | 9 mar 2007  | Palomar          | NEAT                 | Brangane  | MPC                           |
| 256490     | 2007 EZ14  | 9 mar 2007  | Mount Lemmon     | Mount Lemmon Survey  | —         | MPC                           |
| 256491     | 2007 EP17  | 9 mar 2007  | Mount Lemmon     | Mount Lemmon Survey  | —         | MPC                           |
| 256492     | 2007 EJ44  | 9 mar 2007  | Kitt Peak        | Spacewatch           | —         | MPC                           |
| 256493     | 2007 EZ45  | 9 mar 2007  | Mount Lemmon     | Mount Lemmon Survey  | —         | MPC                           |
| 256494     | 2007 EM47  | 9 mar 2007  | Mount Lemmon     | Mount Lemmon Survey  | —         | MPC                           |
| 256495     | 2007 EQ51  | 11 mar 2007 | Mount Lemmon     | Mount Lemmon Survey  | —         | MPC                           |
| 256496     | 2007 ES56  | 10 mar 2007 | Eskridge         | G. Hug               | —         | MPC                           |
| 256497     | 2007 ER57  | 9 mar 2007  | Catalina         | CSS                  | —         | MPC                           |
| 256498     | 2007 EN58  | 9 mar 2007  | Mount Lemmon     | Mount Lemmon Survey  | —         | MPC                           |
| 256499     | 2007 EH69  | 10 mar 2007 | Kitt Peak        | Spacewatch           | —         | MPC                           |
| 256500     | 2007 EW78  | 10 mar 2007 | Palomar          | NEAT                 | —         | MPC                           |

## 256501–256600
| Designação         | Designação | Descoberta  | Descoberta        | Descobridor(es)       | Categoria | Mais informações / Referência |
| Permanente         | Provisória | Data        | Local             | Descobridor(es)       | Categoria | Mais informações / Referência |
| ------------------ | ---------- | ----------- | ----------------- | --------------------- | --------- | ----------------------------- |
| 256501             | 2007 ED83  | 12 mar 2007 | Kitt Peak         | Spacewatch            | —         | MPC                           |
| 256502             | 2007 ES88  | 9 mar 2007  | Kitt Peak         | Spacewatch            | —         | MPC                           |
| 256503             | 2007 EY89  | 9 mar 2007  | Mount Lemmon      | Mount Lemmon Survey   | —         | MPC                           |
| 256504             | 2007 EG92  | 10 mar 2007 | Kitt Peak         | Spacewatch            | —         | MPC                           |
| 256505             | 2007 EY98  | 11 mar 2007 | Kitt Peak         | Spacewatch            | —         | MPC                           |
| 256506             | 2007 ES99  | 11 mar 2007 | Kitt Peak         | Spacewatch            | —         | MPC                           |
| 256507             | 2007 EP105 | 11 mar 2007 | Mount Lemmon      | Mount Lemmon Survey   | Ursula    | MPC                           |
| 256508             | 2007 EZ105 | 11 mar 2007 | Kitt Peak         | Spacewatch            | —         | MPC                           |
| 256509             | 2007 EH123 | 14 mar 2007 | Mount Lemmon      | Mount Lemmon Survey   | —         | MPC                           |
| 256510             | 2007 ER125 | 11 mar 2007 | Kitt Peak         | Spacewatch            | —         | MPC                           |
| 256511             | 2007 EU129 | 9 mar 2007  | Mount Lemmon      | Mount Lemmon Survey   | —         | MPC                           |
| 256512             | 2007 EB137 | 11 mar 2007 | Kitt Peak         | Spacewatch            | —         | MPC                           |
| 256513             | 2007 ES156 | 12 mar 2007 | Kitt Peak         | Spacewatch            | —         | MPC                           |
| 256514             | 2007 EW156 | 12 mar 2007 | Kitt Peak         | Spacewatch            | —         | MPC                           |
| 256515             | 2007 EV165 | 13 mar 2007 | Črni Vrh          | Črni Vrh              | —         | MPC                           |
| 256516             | 2007 EL166 | 11 mar 2007 | Kitt Peak         | Spacewatch            | —         | MPC                           |
| 256517             | 2007 ER172 | 14 mar 2007 | Kitt Peak         | Spacewatch            | Ursula    | MPC                           |
| 256518             | 2007 EG181 | 14 mar 2007 | Kitt Peak         | Spacewatch            | —         | MPC                           |
| 256519             | 2007 EK188 | 13 mar 2007 | Mount Lemmon      | Mount Lemmon Survey   | Ursula    | MPC                           |
| 256520             | 2007 EM200 | 14 mar 2007 | Anderson Mesa     | LONEOS                | —         | MPC                           |
| 256521             | 2007 EN204 | 11 mar 2007 | Kitt Peak         | Spacewatch            | —         | MPC                           |
| 256522             | 2007 EE207 | 14 mar 2007 | Catalina          | CSS                   | —         | MPC                           |
| 256523             | 2007 EH212 | 8 mar 2007  | Palomar           | NEAT                  | —         | MPC                           |
| 256524             | 2007 EB213 | 11 mar 2007 | Siding Spring     | SSS                   | —         | MPC                           |
| 256525             | 2007 EX213 | 11 mar 2007 | Mount Lemmon      | Mount Lemmon Survey   | Brangane  | MPC                           |
| 256526             | 2007 EF214 | 13 mar 2007 | Mount Lemmon      | Mount Lemmon Survey   | —         | MPC                           |
| 256527             | 2007 EA215 | 14 mar 2007 | Mount Lemmon      | Mount Lemmon Survey   | —         | MPC                           |
| 256528             | 2007 EZ219 | 12 mar 2007 | Mount Lemmon      | Mount Lemmon Survey   | —         | MPC                           |
| 256529             | 2007 FK    | 16 mar 2007 | Mount Lemmon      | Mount Lemmon Survey   | —         | MPC                           |
| 256530             | 2007 FQ22  | 20 mar 2007 | Kitt Peak         | Spacewatch            | —         | MPC                           |
| 256531             | 2007 FR23  | 20 mar 2007 | Kitt Peak         | Spacewatch            | —         | MPC                           |
| 256532             | 2007 FO26  | 20 mar 2007 | Kitt Peak         | Spacewatch            | —         | MPC                           |
| 256533             | 2007 FY26  | 20 mar 2007 | Kitt Peak         | Spacewatch            | —         | MPC                           |
| 256534             | 2007 FA36  | 26 mar 2007 | Kitt Peak         | Spacewatch            | —         | MPC                           |
| 256535             | 2007 FV45  | 16 mar 2007 | Mount Lemmon      | Mount Lemmon Survey   | —         | MPC                           |
| 256536             | 2007 GK4   | 11 abr 2007 | Lulin Observatory | LUSS                  | —         | MPC                           |
| 256537 Zahn        | 2007 GX4   | 10 abr 2007 | Saint-Sulpice     | B. Christophe         | —         | MPC                           |
| 256538             | 2007 GV9   | 11 abr 2007 | Kitt Peak         | Spacewatch            | —         | MPC                           |
| 256539             | 2007 GV12  | 11 abr 2007 | Kitt Peak         | Spacewatch            | —         | MPC                           |
| 256540             | 2007 GD15  | 11 abr 2007 | Mount Lemmon      | Mount Lemmon Survey   | —         | MPC                           |
| 256541             | 2007 GA28  | 14 abr 2007 | Catalina          | CSS                   | —         | MPC                           |
| 256542             | 2007 GG54  | 15 abr 2007 | Kitt Peak         | Spacewatch            | Juno      | MPC                           |
| 256543             | 2007 GK61  | 15 abr 2007 | Kitt Peak         | Spacewatch            | —         | MPC                           |
| 256544             | 2007 GX71  | 7 abr 2007  | Mauna Kea         | Mauna Kea Obs.        | —         | MPC                           |
| 256545             | 2007 GO74  | 11 abr 2007 | Siding Spring     | SSS                   | —         | MPC                           |
| 256546             | 2007 HC5   | 17 abr 2007 | Antares           | ARO                   | —         | MPC                           |
| 256547 Davidesmith | 2007 HA15  | 22 abr 2007 | CBA-NOVAC         | D. R. Skillman        | —         | MPC                           |
| 256548             | 2007 HG70  | 19 abr 2007 | Kitt Peak         | Spacewatch            | —         | MPC                           |
| 256549             | 2007 HO82  | 25 abr 2007 | Kitt Peak         | Spacewatch            | —         | MPC                           |
| 256550             | 2007 LV14  | 11 jun 2007 | Mauna Kea         | D. D. Balam           | Vesta     | MPC                           |
| 256551             | 2007 OM3   | 21 jul 2007 | Tiki              | S. F. Hönig, N. Teamo | Juno      | MPC                           |
| 256552             | 2007 OU5   | 22 jul 2007 | Lulin             | LUSS                  | —         | MPC                           |
| 256553             | 2007 PT4   | 8 ago 2007  | Charleston        | ARO                   | Vesta     | MPC                           |
| 256554             | 2007 RG179 | 10 set 2007 | Mount Lemmon      | Mount Lemmon Survey   | —         | MPC                           |
| 256555             | 2007 RU221 | 14 set 2007 | Mount Lemmon      | Mount Lemmon Survey   | —         | MPC                           |
| 256556             | 2007 RD237 | 14 set 2007 | Kitt Peak         | Spacewatch            | Vesta     | MPC                           |
| 256557             | 2007 RX239 | 14 set 2007 | Catalina          | CSS                   | Brangane  | MPC                           |
| 256558             | 2007 RQ245 | 11 set 2007 | Kitt Peak         | Spacewatch            | —         | MPC                           |
| 256559             | 2007 RR270 | 15 set 2007 | Mount Lemmon      | Mount Lemmon Survey   | —         | MPC                           |
| 256560             | 2007 RU271 | 15 set 2007 | Mount Lemmon      | Mount Lemmon Survey   | —         | MPC                           |
| 256561             | 2007 RR280 | 13 set 2007 | Catalina          | CSS                   | —         | MPC                           |
| 256562             | 2007 RS283 | 2 set 2007  | Catalina          | CSS                   | —         | MPC                           |
| 256563             | 2007 RZ285 | 15 set 2007 | Mount Lemmon      | Mount Lemmon Survey   | —         | MPC                           |
| 256564             | 2007 RJ290 | 10 set 2007 | Mount Lemmon      | Mount Lemmon Survey   | —         | MPC                           |
| 256565             | 2007 RC291 | 14 set 2007 | Mount Lemmon      | Mount Lemmon Survey   | —         | MPC                           |
| 256566             | 2007 SH14  | 20 set 2007 | Catalina          | CSS                   | —         | MPC                           |
| 256567             | 2007 TC2   | 4 out 2007  | Kitt Peak         | Spacewatch            | —         | MPC                           |
| 256568             | 2007 TY7   | 7 out 2007  | Mayhill           | A. Lowe               | —         | MPC                           |
| 256569             | 2007 TC9   | 6 out 2007  | Bergisch Gladbac  | W. Bickel             | —         | MPC                           |
| 256570             | 2007 TH16  | 7 out 2007  | Črni Vrh          | Črni Vrh              | —         | MPC                           |
| 256571             | 2007 TK40  | 6 out 2007  | Kitt Peak         | Spacewatch            | —         | MPC                           |
| 256572             | 2007 TE67  | 6 out 2007  | Kitami            | K. Endate             | —         | MPC                           |
| 256573             | 2007 TP74  | 10 out 2007 | Altschwendt       | W. Ries               | —         | MPC                           |
| 256574             | 2007 TV79  | 6 out 2007  | Purple Mountain   | PMO NEO               | —         | MPC                           |
| 256575             | 2007 TP128 | 6 out 2007  | Kitt Peak         | Spacewatch            | —         | MPC                           |
| 256576             | 2007 TJ154 | 9 out 2007  | Socorro           | LINEAR                | —         | MPC                           |
| 256577             | 2007 TB172 | 13 out 2007 | Socorro           | LINEAR                | —         | MPC                           |
| 256578             | 2007 TT183 | 9 out 2007  | Purple Mountain   | PMO NEO               | —         | MPC                           |
| 256579             | 2007 TL232 | 8 out 2007  | Kitt Peak         | Spacewatch            | —         | MPC                           |
| 256580             | 2007 TS232 | 8 out 2007  | Kitt Peak         | Spacewatch            | —         | MPC                           |
| 256581             | 2007 TA233 | 8 out 2007  | Kitt Peak         | Spacewatch            | —         | MPC                           |
| 256582             | 2007 TB236 | 9 out 2007  | Mount Lemmon      | Mount Lemmon Survey   | —         | MPC                           |
| 256583             | 2007 TE262 | 10 out 2007 | Kitt Peak         | Spacewatch            | —         | MPC                           |
| 256584             | 2007 TW330 | 11 out 2007 | Kitt Peak         | Spacewatch            | —         | MPC                           |
| 256585             | 2007 TN383 | 14 out 2007 | Kitt Peak         | Spacewatch            | —         | MPC                           |
| 256586             | 2007 TU392 | 15 out 2007 | Catalina          | CSS                   | —         | MPC                           |
| 256587             | 2007 TG398 | 15 out 2007 | Mount Lemmon      | Mount Lemmon Survey   | —         | MPC                           |
| 256588             | 2007 TL398 | 15 out 2007 | Kitt Peak         | Spacewatch            | —         | MPC                           |
| 256589             | 2007 TS429 | 12 out 2007 | Kitt Peak         | Spacewatch            | —         | MPC                           |
| 256590             | 2007 TM432 | 4 out 2007  | Kitt Peak         | Spacewatch            | —         | MPC                           |
| 256591             | 2007 TN440 | 14 out 2007 | Mount Lemmon      | Mount Lemmon Survey   | —         | MPC                           |
| 256592             | 2007 UT34  | 18 out 2007 | Kitt Peak         | Spacewatch            | —         | MPC                           |
| 256593             | 2007 UY37  | 19 out 2007 | Kitt Peak         | Spacewatch            | —         | MPC                           |
| 256594             | 2007 UV44  | 18 out 2007 | Mount Lemmon      | Mount Lemmon Survey   | —         | MPC                           |
| 256595             | 2007 UN53  | 30 out 2007 | Kitt Peak         | Spacewatch            | —         | MPC                           |
| 256596             | 2007 UR53  | 30 out 2007 | Kitt Peak         | Spacewatch            | —         | MPC                           |
| 256597             | 2007 US53  | 30 out 2007 | Kitt Peak         | Spacewatch            | —         | MPC                           |
| 256598             | 2007 UL63  | 30 out 2007 | Mount Lemmon      | Mount Lemmon Survey   | —         | MPC                           |
| 256599             | 2007 UJ91  | 30 out 2007 | Mount Lemmon      | Mount Lemmon Survey   | —         | MPC                           |
| 256600             | 2007 UK105 | 30 out 2007 | Kitt Peak         | Spacewatch            | —         | MPC                           |

## 256601–256700
| Designação       | Designação | Descoberta  | Descoberta        | Descobridor(es)     | Categoria | Mais informações / Referência |
| Permanente       | Provisória | Data        | Local             | Descobridor(es)     | Categoria | Mais informações / Referência |
| ---------------- | ---------- | ----------- | ----------------- | ------------------- | --------- | ----------------------------- |
| 256601           | 2007 UO122 | 30 out 2007 | Kitt Peak         | Spacewatch          | —         | MPC                           |
| 256602           | 2007 VO1   | 2 nov 2007  | Wrightwood        | J. W. Young         | —         | MPC                           |
| 256603           | 2007 VW30  | 2 nov 2007  | Kitt Peak         | Spacewatch          | —         | MPC                           |
| 256604           | 2007 VB35  | 3 nov 2007  | Kitt Peak         | Spacewatch          | —         | MPC                           |
| 256605           | 2007 VR43  | 1 nov 2007  | Kitt Peak         | Spacewatch          | —         | MPC                           |
| 256606           | 2007 VZ49  | 1 nov 2007  | Kitt Peak         | Spacewatch          | —         | MPC                           |
| 256607           | 2007 VW52  | 1 nov 2007  | Kitt Peak         | Spacewatch          | —         | MPC                           |
| 256608           | 2007 VT66  | 2 nov 2007  | Kitt Peak         | Spacewatch          | —         | MPC                           |
| 256609           | 2007 VB86  | 2 nov 2007  | Socorro           | LINEAR              | —         | MPC                           |
| 256610           | 2007 VN87  | 2 nov 2007  | Socorro           | LINEAR              | —         | MPC                           |
| 256611           | 2007 VZ89  | 4 nov 2007  | Socorro           | LINEAR              | —         | MPC                           |
| 256612           | 2007 VL97  | 1 nov 2007  | Kitt Peak         | Spacewatch          | —         | MPC                           |
| 256613           | 2007 VE98  | 1 nov 2007  | Lulin             | LUSS                | —         | MPC                           |
| 256614           | 2007 VY102 | 3 nov 2007  | Kitt Peak         | Spacewatch          | —         | MPC                           |
| 256615           | 2007 VB114 | 3 nov 2007  | Kitt Peak         | Spacewatch          | —         | MPC                           |
| 256616           | 2007 VA119 | 4 nov 2007  | Kitt Peak         | Spacewatch          | —         | MPC                           |
| 256617           | 2007 VH155 | 5 nov 2007  | Kitt Peak         | Spacewatch          | —         | MPC                           |
| 256618           | 2007 VG156 | 5 nov 2007  | Kitt Peak         | Spacewatch          | —         | MPC                           |
| 256619           | 2007 VC157 | 5 nov 2007  | Kitt Peak         | Spacewatch          | —         | MPC                           |
| 256620           | 2007 VD165 | 5 nov 2007  | Kitt Peak         | Spacewatch          | —         | MPC                           |
| 256621           | 2007 VO183 | 8 nov 2007  | Mount Lemmon      | Mount Lemmon Survey | —         | MPC                           |
| 256622           | 2007 VP191 | 4 nov 2007  | Mount Lemmon      | Mount Lemmon Survey | —         | MPC                           |
| 256623           | 2007 VM192 | 4 nov 2007  | Mount Lemmon      | Mount Lemmon Survey | —         | MPC                           |
| 256624           | 2007 VB193 | 4 nov 2007  | Mount Lemmon      | Mount Lemmon Survey | —         | MPC                           |
| 256625           | 2007 VJ211 | 9 nov 2007  | Kitt Peak         | Spacewatch          | —         | MPC                           |
| 256626           | 2007 VV221 | 12 nov 2007 | Dauban            | Chante-Perdrix Obs. | —         | MPC                           |
| 256627           | 2007 VQ228 | 12 nov 2007 | Mount Lemmon      | Mount Lemmon Survey | —         | MPC                           |
| 256628           | 2007 VB232 | 7 nov 2007  | Kitt Peak         | Spacewatch          | —         | MPC                           |
| 256629           | 2007 VC232 | 7 nov 2007  | Kitt Peak         | Spacewatch          | —         | MPC                           |
| 256630           | 2007 VL234 | 9 nov 2007  | Kitt Peak         | Spacewatch          | —         | MPC                           |
| 256631           | 2007 VX236 | 11 nov 2007 | Mount Lemmon      | Mount Lemmon Survey | —         | MPC                           |
| 256632           | 2007 VG241 | 11 nov 2007 | Mount Lemmon      | Mount Lemmon Survey | Mitidika  | MPC                           |
| 256633           | 2007 VH270 | 15 nov 2007 | Socorro           | LINEAR              | —         | MPC                           |
| 256634           | 2007 VK270 | 15 nov 2007 | Socorro           | LINEAR              | —         | MPC                           |
| 256635           | 2007 VA282 | 14 nov 2007 | Kitt Peak         | Spacewatch          | —         | MPC                           |
| 256636           | 2007 VJ291 | 14 nov 2007 | Kitt Peak         | Spacewatch          | —         | MPC                           |
| 256637           | 2007 VA306 | 7 nov 2007  | Mount Lemmon      | Mount Lemmon Survey | —         | MPC                           |
| 256638           | 2007 VR307 | 3 nov 2007  | Mount Lemmon      | Mount Lemmon Survey | —         | MPC                           |
| 256639           | 2007 VR312 | 2 nov 2007  | Mount Lemmon      | Mount Lemmon Survey | —         | MPC                           |
| 256640           | 2007 VR313 | 11 nov 2007 | Mount Lemmon      | Mount Lemmon Survey | Mitidika  | MPC                           |
| 256641           | 2007 VH316 | 3 nov 2007  | Mount Lemmon      | Mount Lemmon Survey | —         | MPC                           |
| 256642           | 2007 VN316 | 5 nov 2007  | Mount Lemmon      | Mount Lemmon Survey | —         | MPC                           |
| 256643           | 2007 VB321 | 4 nov 2007  | Mount Lemmon      | Mount Lemmon Survey | —         | MPC                           |
| 256644           | 2007 VM328 | 8 nov 2007  | Kitt Peak         | Spacewatch          | —         | MPC                           |
| 256645           | 2007 VQ333 | 11 nov 2007 | Mount Lemmon      | Mount Lemmon Survey | Mitidika  | MPC                           |
| 256646           | 2007 WJ4   | 18 nov 2007 | Bisei SG Center   | BATTeRS             | —         | MPC                           |
| 256647           | 2007 WR7   | 18 nov 2007 | Socorro           | LINEAR              | —         | MPC                           |
| 256648           | 2007 WJ16  | 18 nov 2007 | Mount Lemmon      | Mount Lemmon Survey | Brangane  | MPC                           |
| 256649           | 2007 WG39  | 19 nov 2007 | Mount Lemmon      | Mount Lemmon Survey | —         | MPC                           |
| 256650           | 2007 WO54  | 19 nov 2007 | Mount Lemmon      | Mount Lemmon Survey | —         | MPC                           |
| 256651           | 2007 WZ57  | 19 nov 2007 | Mount Lemmon      | Mount Lemmon Survey | Mitidika  | MPC                           |
| 256652           | 2007 WW59  | 19 nov 2007 | Mount Lemmon      | Mount Lemmon Survey | —         | MPC                           |
| 256653           | 2007 XM10  | 3 dez 2007  | Eskridge          | G. Hug              | —         | MPC                           |
| 256654           | 2007 XC15  | 5 dez 2007  | Bisei SG Center   | BATTeRS             | —         | MPC                           |
| 256655           | 2007 XV16  | 11 dez 2007 | Great Shefford    | P. Birtwhistle      | —         | MPC                           |
| 256656           | 2007 XK17  | 6 dez 2007  | Socorro           | LINEAR              | —         | MPC                           |
| 256657           | 2007 XO20  | 13 dez 2007 | Majorca           | Mallorca Obs.       | —         | MPC                           |
| 256658           | 2007 XG21  | 14 dez 2007 | Costitx           | Mallorca Obs.       | —         | MPC                           |
| 256659           | 2007 XL21  | 10 dez 2007 | Socorro           | LINEAR              | —         | MPC                           |
| 256660           | 2007 XX21  | 10 dez 2007 | Socorro           | LINEAR              | —         | MPC                           |
| 256661           | 2007 XD22  | 10 dez 2007 | Socorro           | LINEAR              | —         | MPC                           |
| 256662           | 2007 XT26  | 14 dez 2007 | Kitt Peak         | Spacewatch          | —         | MPC                           |
| 256663           | 2007 XT27  | 14 dez 2007 | Mount Lemmon      | Mount Lemmon Survey | —         | MPC                           |
| 256664           | 2007 XY27  | 14 dez 2007 | Mount Lemmon      | Mount Lemmon Survey | —         | MPC                           |
| 256665           | 2007 XX32  | 15 dez 2007 | Kitt Peak         | Spacewatch          | —         | MPC                           |
| 256666           | 2007 XB33  | 15 dez 2007 | Mount Lemmon      | Mount Lemmon Survey | —         | MPC                           |
| 256667           | 2007 XD33  | 15 dez 2007 | Kitt Peak         | Spacewatch          | —         | MPC                           |
| 256668           | 2007 XJ53  | 14 dez 2007 | Mount Lemmon      | Mount Lemmon Survey | —         | MPC                           |
| 256669           | 2007 XN53  | 14 dez 2007 | Mount Lemmon      | Mount Lemmon Survey | —         | MPC                           |
| 256670           | 2007 XT58  | 14 dez 2007 | Socorro           | LINEAR              | —         | MPC                           |
| 256671           | 2007 YW9   | 16 dez 2007 | Mount Lemmon      | Mount Lemmon Survey | —         | MPC                           |
| 256672           | 2007 YB15  | 16 dez 2007 | Socorro           | LINEAR              | Phocaea   | MPC                           |
| 256673           | 2007 YG15  | 16 dez 2007 | Kitt Peak         | Spacewatch          | —         | MPC                           |
| 256674           | 2007 YQ16  | 16 dez 2007 | Kitt Peak         | Spacewatch          | —         | MPC                           |
| 256675           | 2007 YE19  | 16 dez 2007 | Kitt Peak         | Spacewatch          | —         | MPC                           |
| 256676           | 2007 YU24  | 18 dez 2007 | Kitt Peak         | Spacewatch          | —         | MPC                           |
| 256677           | 2007 YT27  | 18 dez 2007 | Kitt Peak         | Spacewatch          | —         | MPC                           |
| 256678           | 2007 YZ31  | 30 dez 2007 | Socorro           | LINEAR              | —         | MPC                           |
| 256679           | 2007 YD37  | 30 dez 2007 | Mount Lemmon      | Mount Lemmon Survey | —         | MPC                           |
| 256680           | 2007 YK42  | 30 dez 2007 | Catalina          | CSS                 | —         | MPC                           |
| 256681           | 2007 YQ44  | 30 dez 2007 | Kitt Peak         | Spacewatch          | —         | MPC                           |
| 256682           | 2007 YT46  | 30 dez 2007 | Catalina          | CSS                 | —         | MPC                           |
| 256683           | 2007 YU46  | 30 dez 2007 | Mount Lemmon      | Mount Lemmon Survey | —         | MPC                           |
| 256684           | 2007 YD47  | 30 dez 2007 | Mount Lemmon      | Mount Lemmon Survey | Mitidika  | MPC                           |
| 256685           | 2007 YX51  | 30 dez 2007 | Kitt Peak         | Spacewatch          | —         | MPC                           |
| 256686           | 2007 YZ54  | 31 dez 2007 | Catalina          | CSS                 | —         | MPC                           |
| 256687           | 2007 YV55  | 31 dez 2007 | Mount Lemmon      | Mount Lemmon Survey | —         | MPC                           |
| 256688           | 2007 YF63  | 31 dez 2007 | Mount Lemmon      | Mount Lemmon Survey | —         | MPC                           |
| 256689           | 2007 YS64  | 18 dez 2007 | Mount Lemmon      | Mount Lemmon Survey | —         | MPC                           |
| 256690           | 2007 YO66  | 30 dez 2007 | Kitt Peak         | Spacewatch          | —         | MPC                           |
| 256691           | 2007 YS66  | 30 dez 2007 | Mount Lemmon      | Mount Lemmon Survey | —         | MPC                           |
| 256692           | 2007 YL68  | 31 dez 2007 | Mount Lemmon      | Mount Lemmon Survey | —         | MPC                           |
| 256693           | 2007 YH74  | 31 dez 2007 | Catalina          | CSS                 | —         | MPC                           |
| 256694           | 2007 YK74  | 31 dez 2007 | Mount Lemmon      | Mount Lemmon Survey | —         | MPC                           |
| 256695           | 2007 YQ74  | 18 dez 2007 | Mount Lemmon      | Mount Lemmon Survey | —         | MPC                           |
| 256696           | 2008 AS1   | 7 jan 2008  | Wildberg          | R. Apitzsch         | —         | MPC                           |
| 256697 Nahapetov | 2008 AZ1   | 6 jan 2008  | Zelenchukskaya    | T. V. Kryachko      | —         | MPC                           |
| 256698           | 2008 AX2   | 7 jan 2008  | Lulin             | LUSS                | —         | MPC                           |
| 256699 Poudai    | 2008 AZ2   | 7 jan 2008  | Lulin Observatory | Q.-z. Ye, H.-C. Lin | —         | MPC                           |
| 256700           | 2008 AG3   | 8 jan 2008  | Dauban            | F. Kugel            | —         | MPC                           |

## 256701–256800
| Designação      | Designação | Descoberta  | Descoberta      | Descobridor(es)     | Categoria | Mais informações / Referência |
| Permanente      | Provisória | Data        | Local           | Descobridor(es)     | Categoria | Mais informações / Referência |
| --------------- | ---------- | ----------- | --------------- | ------------------- | --------- | ----------------------------- |
| 256701          | 2008 AA4   | 8 jan 2008  | Dauban          | F. Kugel            | —         | MPC                           |
| 256702          | 2008 AJ4   | 7 jan 2008  | Lulin           | LUSS                | —         | MPC                           |
| 256703          | 2008 AJ7   | 10 jan 2008 | Kitt Peak       | Spacewatch          | Chloris   | MPC                           |
| 256704          | 2008 AA10  | 10 jan 2008 | Mount Lemmon    | Mount Lemmon Survey | —         | MPC                           |
| 256705          | 2008 AR10  | 10 jan 2008 | Mount Lemmon    | Mount Lemmon Survey | —         | MPC                           |
| 256706          | 2008 AT20  | 10 jan 2008 | Mount Lemmon    | Mount Lemmon Survey | —         | MPC                           |
| 256707          | 2008 AU21  | 10 jan 2008 | Mount Lemmon    | Mount Lemmon Survey | —         | MPC                           |
| 256708          | 2008 AA28  | 10 jan 2008 | Mount Lemmon    | Mount Lemmon Survey | —         | MPC                           |
| 256709          | 2008 AX33  | 9 jan 2008  | Lulin           | LUSS                | —         | MPC                           |
| 256710          | 2008 AD35  | 10 jan 2008 | Kitt Peak       | Spacewatch          | —         | MPC                           |
| 256711          | 2008 AD37  | 10 jan 2008 | Kitt Peak       | Spacewatch          | —         | MPC                           |
| 256712          | 2008 AB43  | 10 jan 2008 | Mount Lemmon    | Mount Lemmon Survey | —         | MPC                           |
| 256713          | 2008 AZ43  | 10 jan 2008 | Kitt Peak       | Spacewatch          | —         | MPC                           |
| 256714          | 2008 AO44  | 10 jan 2008 | Kitt Peak       | Spacewatch          | —         | MPC                           |
| 256715          | 2008 AF47  | 11 jan 2008 | Kitt Peak       | Spacewatch          | —         | MPC                           |
| 256716          | 2008 AV51  | 11 jan 2008 | Kitt Peak       | Spacewatch          | —         | MPC                           |
| 256717          | 2008 AA57  | 11 jan 2008 | Kitt Peak       | Spacewatch          | —         | MPC                           |
| 256718          | 2008 AB57  | 11 jan 2008 | Kitt Peak       | Spacewatch          | —         | MPC                           |
| 256719          | 2008 AJ63  | 11 jan 2008 | Mount Lemmon    | Mount Lemmon Survey | —         | MPC                           |
| 256720          | 2008 AC65  | 11 jan 2008 | Mount Lemmon    | Mount Lemmon Survey | —         | MPC                           |
| 256721          | 2008 AH66  | 11 jan 2008 | Kitt Peak       | Spacewatch          | —         | MPC                           |
| 256722          | 2008 AX66  | 11 jan 2008 | Kitt Peak       | Spacewatch          | —         | MPC                           |
| 256723          | 2008 AT73  | 10 jan 2008 | Mount Lemmon    | Mount Lemmon Survey | —         | MPC                           |
| 256724          | 2008 AC76  | 11 jan 2008 | Kitt Peak       | Spacewatch          | —         | MPC                           |
| 256725          | 2008 AQ93  | 14 jan 2008 | Kitt Peak       | Spacewatch          | —         | MPC                           |
| 256726          | 2008 AK102 | 13 jan 2008 | Mount Lemmon    | Mount Lemmon Survey | —         | MPC                           |
| 256727          | 2008 AC110 | 15 jan 2008 | Kitt Peak       | Spacewatch          | —         | MPC                           |
| 256728          | 2008 AE110 | 15 jan 2008 | Kitt Peak       | Spacewatch          | —         | MPC                           |
| 256729          | 2008 AW113 | 9 jan 2008  | Mount Lemmon    | Mount Lemmon Survey | —         | MPC                           |
| 256730          | 2008 AG116 | 11 jan 2008 | Mount Lemmon    | Mount Lemmon Survey | —         | MPC                           |
| 256731          | 2008 AN127 | 10 jan 2008 | Kitt Peak       | Spacewatch          | —         | MPC                           |
| 256732          | 2008 AN129 | 12 jan 2008 | Catalina        | CSS                 | —         | MPC                           |
| 256733          | 2008 AA135 | 10 jan 2008 | Mount Lemmon    | Mount Lemmon Survey | —         | MPC                           |
| 256734          | 2008 AA137 | 14 jan 2008 | Kitt Peak       | Spacewatch          | —         | MPC                           |
| 256735          | 2008 AD137 | 15 jan 2008 | Socorro         | LINEAR              | —         | MPC                           |
| 256736          | 2008 BK4   | 16 jan 2008 | Kitt Peak       | Spacewatch          | —         | MPC                           |
| 256737          | 2008 BL9   | 16 jan 2008 | Kitt Peak       | Spacewatch          | —         | MPC                           |
| 256738          | 2008 BT9   | 16 jan 2008 | Kitt Peak       | Spacewatch          | —         | MPC                           |
| 256739          | 2008 BU15  | 28 jan 2008 | Lulin           | LUSS                | —         | MPC                           |
| 256740          | 2008 BL18  | 30 jan 2008 | Catalina        | CSS                 | —         | MPC                           |
| 256741          | 2008 BK20  | 30 jan 2008 | Catalina        | CSS                 | —         | MPC                           |
| 256742          | 2008 BJ21  | 30 jan 2008 | Mount Lemmon    | Mount Lemmon Survey | Mitidika  | MPC                           |
| 256743          | 2008 BL22  | 31 jan 2008 | Mount Lemmon    | Mount Lemmon Survey | —         | MPC                           |
| 256744          | 2008 BT22  | 31 jan 2008 | Mount Lemmon    | Mount Lemmon Survey | —         | MPC                           |
| 256745          | 2008 BO23  | 31 jan 2008 | Mount Lemmon    | Mount Lemmon Survey | —         | MPC                           |
| 256746          | 2008 BK24  | 30 jan 2008 | Kitt Peak       | Spacewatch          | —         | MPC                           |
| 256747          | 2008 BD29  | 30 jan 2008 | Mount Lemmon    | Mount Lemmon Survey | —         | MPC                           |
| 256748          | 2008 BX29  | 30 jan 2008 | Catalina        | CSS                 | —         | MPC                           |
| 256749          | 2008 BZ29  | 30 jan 2008 | Catalina        | CSS                 | —         | MPC                           |
| 256750          | 2008 BD30  | 30 jan 2008 | Catalina        | CSS                 | —         | MPC                           |
| 256751          | 2008 BD32  | 30 jan 2008 | Mount Lemmon    | Mount Lemmon Survey | Chloris   | MPC                           |
| 256752          | 2008 BG32  | 30 jan 2008 | Catalina        | CSS                 | —         | MPC                           |
| 256753          | 2008 BF34  | 30 jan 2008 | Catalina        | CSS                 | —         | MPC                           |
| 256754          | 2008 BH34  | 30 jan 2008 | Mount Lemmon    | Mount Lemmon Survey | Phocaea   | MPC                           |
| 256755          | 2008 BZ34  | 30 jan 2008 | Mount Lemmon    | Mount Lemmon Survey | —         | MPC                           |
| 256756          | 2008 BT35  | 30 jan 2008 | Kitt Peak       | Spacewatch          | —         | MPC                           |
| 256757          | 2008 BN37  | 31 jan 2008 | Catalina        | CSS                 | —         | MPC                           |
| 256758          | 2008 BU37  | 31 jan 2008 | Catalina        | CSS                 | —         | MPC                           |
| 256759          | 2008 BP38  | 31 jan 2008 | Mount Lemmon    | Mount Lemmon Survey | —         | MPC                           |
| 256760          | 2008 BA39  | 31 jan 2008 | Mount Lemmon    | Mount Lemmon Survey | —         | MPC                           |
| 256761          | 2008 BB40  | 30 jan 2008 | Catalina        | CSS                 | —         | MPC                           |
| 256762          | 2008 BY42  | 28 jan 2008 | La Sagra        | Mallorca Obs.       | —         | MPC                           |
| 256763          | 2008 BB46  | 30 jan 2008 | Mount Lemmon    | Mount Lemmon Survey | —         | MPC                           |
| 256764          | 2008 BN46  | 30 jan 2008 | Mount Lemmon    | Mount Lemmon Survey | —         | MPC                           |
| 256765          | 2008 BY46  | 30 jan 2008 | Mount Lemmon    | Mount Lemmon Survey | —         | MPC                           |
| 256766          | 2008 BJ47  | 20 jan 2008 | Mount Lemmon    | Mount Lemmon Survey | —         | MPC                           |
| 256767          | 2008 BT47  | 30 jan 2008 | Mount Lemmon    | Mount Lemmon Survey | —         | MPC                           |
| 256768          | 2008 BU47  | 30 jan 2008 | Mount Lemmon    | Mount Lemmon Survey | —         | MPC                           |
| 256769          | 2008 BM48  | 20 jan 2008 | Mount Lemmon    | Mount Lemmon Survey | Mitidika  | MPC                           |
| 256770          | 2008 BP50  | 30 jan 2008 | Mount Lemmon    | Mount Lemmon Survey | —         | MPC                           |
| 256771          | 2008 BD51  | 20 jan 2008 | Mount Lemmon    | Mount Lemmon Survey | —         | MPC                           |
| 256772          | 2008 BG51  | 16 jan 2008 | Socorro         | LINEAR              | —         | MPC                           |
| 256773          | 2008 CP1   | 2 fev 2008  | Kitami          | K. Endate           | —         | MPC                           |
| 256774          | 2008 CV1   | 3 fev 2008  | Bisei SG Center | BATTeRS             | —         | MPC                           |
| 256775          | 2008 CM4   | 2 fev 2008  | Mount Lemmon    | Mount Lemmon Survey | —         | MPC                           |
| 256776          | 2008 CF5   | 4 fev 2008  | Uccle           | T. Pauwels          | —         | MPC                           |
| 256777          | 2008 CF7   | 1 fev 2008  | Kitt Peak       | Spacewatch          | —         | MPC                           |
| 256778          | 2008 CT10  | 3 fev 2008  | Catalina        | CSS                 | —         | MPC                           |
| 256779          | 2008 CP11  | 3 fev 2008  | Kitt Peak       | Spacewatch          | —         | MPC                           |
| 256780          | 2008 CN14  | 3 fev 2008  | Kitt Peak       | Spacewatch          | —         | MPC                           |
| 256781          | 2008 CS15  | 3 fev 2008  | Kitt Peak       | Spacewatch          | —         | MPC                           |
| 256782          | 2008 CR16  | 3 fev 2008  | Kitt Peak       | Spacewatch          | Mitidika  | MPC                           |
| 256783          | 2008 CD18  | 3 fev 2008  | Kitt Peak       | Spacewatch          | —         | MPC                           |
| 256784          | 2008 CZ18  | 3 fev 2008  | Kitt Peak       | Spacewatch          | —         | MPC                           |
| 256785          | 2008 CG19  | 3 fev 2008  | Kitt Peak       | Spacewatch          | —         | MPC                           |
| 256786          | 2008 CN19  | 6 fev 2008  | Catalina        | CSS                 | —         | MPC                           |
| 256787          | 2008 CK23  | 1 fev 2008  | Kitt Peak       | Spacewatch          | —         | MPC                           |
| 256788          | 2008 CF43  | 2 fev 2008  | Kitt Peak       | Spacewatch          | —         | MPC                           |
| 256789          | 2008 CY45  | 2 fev 2008  | Catalina        | CSS                 | —         | MPC                           |
| 256790          | 2008 CC47  | 3 fev 2008  | Kitt Peak       | Spacewatch          | —         | MPC                           |
| 256791          | 2008 CO48  | 3 fev 2008  | Kitt Peak       | Spacewatch          | —         | MPC                           |
| 256792          | 2008 CD49  | 6 fev 2008  | Catalina        | CSS                 | —         | MPC                           |
| 256793          | 2008 CX50  | 6 fev 2008  | Kitt Peak       | Spacewatch          | —         | MPC                           |
| 256794          | 2008 CM65  | 8 fev 2008  | Kitt Peak       | Spacewatch          | —         | MPC                           |
| 256795 Suzyzahn | 2008 CS68  | 7 fev 2008  | Saint-Sulpice   | B. Christophe       | —         | MPC                           |
| 256796 Almanzor | 2008 CN69  | 8 fev 2008  | La Cañada       | J. Lacruz           | —         | MPC                           |
| 256797 Benbow   | 2008 CA70  | 9 fev 2008  | La Cañada       | J. Lacruz           | —         | MPC                           |
| 256798          | 2008 CQ71  | 7 fev 2008  | Catalina        | CSS                 | —         | MPC                           |
| 256799          | 2008 CT71  | 7 fev 2008  | Catalina        | CSS                 | Eos       | MPC                           |
| 256800          | 2008 CG76  | 3 fev 2008  | Kitt Peak       | Spacewatch          | —         | MPC                           |

## 256801–256900
| Designação     | Designação | Descoberta  | Descoberta        | Descobridor(es)      | Categoria | Mais informações / Referência |
| Permanente     | Provisória | Data        | Local             | Descobridor(es)      | Categoria | Mais informações / Referência |
| -------------- | ---------- | ----------- | ----------------- | -------------------- | --------- | ----------------------------- |
| 256801         | 2008 CJ83  | 7 fev 2008  | Kitt Peak         | Spacewatch           | —         | MPC                           |
| 256802         | 2008 CU83  | 7 fev 2008  | Kitt Peak         | Spacewatch           | —         | MPC                           |
| 256803         | 2008 CO85  | 7 fev 2008  | Kitt Peak         | Spacewatch           | —         | MPC                           |
| 256804         | 2008 CE87  | 7 fev 2008  | Mount Lemmon      | Mount Lemmon Survey  | —         | MPC                           |
| 256805         | 2008 CL92  | 8 fev 2008  | Kitt Peak         | Spacewatch           | —         | MPC                           |
| 256806         | 2008 CR92  | 8 fev 2008  | Kitt Peak         | Spacewatch           | —         | MPC                           |
| 256807         | 2008 CS92  | 8 fev 2008  | Kitt Peak         | Spacewatch           | —         | MPC                           |
| 256808         | 2008 CV92  | 8 fev 2008  | Kitt Peak         | Spacewatch           | —         | MPC                           |
| 256809         | 2008 CD108 | 9 fev 2008  | Mount Lemmon      | Mount Lemmon Survey  | —         | MPC                           |
| 256810         | 2008 CZ109 | 9 fev 2008  | Kitt Peak         | Spacewatch           | —         | MPC                           |
| 256811         | 2008 CA111 | 10 fev 2008 | Kitt Peak         | Spacewatch           | —         | MPC                           |
| 256812         | 2008 CU114 | 10 fev 2008 | Mount Lemmon      | Mount Lemmon Survey  | —         | MPC                           |
| 256813 Marburg | 2008 CW116 | 11 fev 2008 | Taunus            | E. Schwab, R. Kling  | —         | MPC                           |
| 256814         | 2008 CT118 | 11 fev 2008 | Junk Bond         | D. Healy             | —         | MPC                           |
| 256815         | 2008 CQ120 | 6 fev 2008  | Catalina          | CSS                  | —         | MPC                           |
| 256816         | 2008 CV120 | 6 fev 2008  | Anderson Mesa     | LONEOS               | —         | MPC                           |
| 256817         | 2008 CB121 | 6 fev 2008  | Purple Mountain   | PMO NEO              | —         | MPC                           |
| 256818         | 2008 CG123 | 7 fev 2008  | Mount Lemmon      | Mount Lemmon Survey  | —         | MPC                           |
| 256819         | 2008 CH132 | 8 fev 2008  | Kitt Peak         | Spacewatch           | —         | MPC                           |
| 256820         | 2008 CQ135 | 8 fev 2008  | Mount Lemmon      | Mount Lemmon Survey  | —         | MPC                           |
| 256821         | 2008 CV135 | 8 fev 2008  | Kitt Peak         | Spacewatch           | —         | MPC                           |
| 256822         | 2008 CL136 | 8 fev 2008  | Mount Lemmon      | Mount Lemmon Survey  | —         | MPC                           |
| 256823         | 2008 CA141 | 8 fev 2008  | Kitt Peak         | Spacewatch           | —         | MPC                           |
| 256824         | 2008 CH141 | 8 fev 2008  | Kitt Peak         | Spacewatch           | —         | MPC                           |
| 256825         | 2008 CN141 | 8 fev 2008  | Kitt Peak         | Spacewatch           | —         | MPC                           |
| 256826         | 2008 CU142 | 8 fev 2008  | Kitt Peak         | Spacewatch           | —         | MPC                           |
| 256827         | 2008 CJ143 | 8 fev 2008  | Kitt Peak         | Spacewatch           | —         | MPC                           |
| 256828         | 2008 CA144 | 8 fev 2008  | Kitt Peak         | Spacewatch           | —         | MPC                           |
| 256829         | 2008 CN144 | 9 fev 2008  | Kitt Peak         | Spacewatch           | Mitidika  | MPC                           |
| 256830         | 2008 CK145 | 9 fev 2008  | Kitt Peak         | Spacewatch           | —         | MPC                           |
| 256831         | 2008 CM147 | 9 fev 2008  | Kitt Peak         | Spacewatch           | —         | MPC                           |
| 256832         | 2008 CJ149 | 9 fev 2008  | Kitt Peak         | Spacewatch           | —         | MPC                           |
| 256833         | 2008 CV149 | 9 fev 2008  | Kitt Peak         | Spacewatch           | —         | MPC                           |
| 256834         | 2008 CV156 | 9 fev 2008  | Kitt Peak         | Spacewatch           | —         | MPC                           |
| 256835         | 2008 CX156 | 9 fev 2008  | Kitt Peak         | Spacewatch           | —         | MPC                           |
| 256836         | 2008 CF157 | 9 fev 2008  | Kitt Peak         | Spacewatch           | —         | MPC                           |
| 256837         | 2008 CL157 | 9 fev 2008  | Catalina          | CSS                  | —         | MPC                           |
| 256838         | 2008 CB158 | 9 fev 2008  | Catalina          | CSS                  | —         | MPC                           |
| 256839         | 2008 CN158 | 9 fev 2008  | Catalina          | CSS                  | —         | MPC                           |
| 256840         | 2008 CQ158 | 9 fev 2008  | Kitt Peak         | Spacewatch           | —         | MPC                           |
| 256841         | 2008 CR158 | 9 fev 2008  | Kitt Peak         | Spacewatch           | —         | MPC                           |
| 256842         | 2008 CU160 | 9 fev 2008  | Kitt Peak         | Spacewatch           | —         | MPC                           |
| 256843         | 2008 CH162 | 10 fev 2008 | Catalina          | CSS                  | —         | MPC                           |
| 256844         | 2008 CR163 | 10 fev 2008 | Catalina          | CSS                  | Eos       | MPC                           |
| 256845         | 2008 CW168 | 12 fev 2008 | Mount Lemmon      | Mount Lemmon Survey  | —         | MPC                           |
| 256846         | 2008 CT169 | 12 fev 2008 | Mount Lemmon      | Mount Lemmon Survey  | —         | MPC                           |
| 256847         | 2008 CL175 | 6 fev 2008  | Socorro           | LINEAR               | —         | MPC                           |
| 256848         | 2008 CD176 | 6 fev 2008  | Socorro           | LINEAR               | —         | MPC                           |
| 256849         | 2008 CA180 | 8 fev 2008  | Catalina          | CSS                  | —         | MPC                           |
| 256850         | 2008 CW180 | 9 fev 2008  | Catalina          | CSS                  | —         | MPC                           |
| 256851         | 2008 CV182 | 11 fev 2008 | Mount Lemmon      | Mount Lemmon Survey  | —         | MPC                           |
| 256852         | 2008 CB195 | 13 fev 2008 | Mount Lemmon      | Mount Lemmon Survey  | —         | MPC                           |
| 256853         | 2008 CA196 | 1 fev 2008  | Kitt Peak         | Spacewatch           | —         | MPC                           |
| 256854         | 2008 CM197 | 8 fev 2008  | Mount Lemmon      | Mount Lemmon Survey  | —         | MPC                           |
| 256855         | 2008 CA198 | 10 fev 2008 | Mount Lemmon      | Mount Lemmon Survey  | —         | MPC                           |
| 256856         | 2008 CD198 | 11 fev 2008 | Mount Lemmon      | Mount Lemmon Survey  | —         | MPC                           |
| 256857         | 2008 CX198 | 13 fev 2008 | Kitt Peak         | Spacewatch           | —         | MPC                           |
| 256858         | 2008 CY201 | 10 fev 2008 | Mount Lemmon      | Mount Lemmon Survey  | —         | MPC                           |
| 256859         | 2008 CD205 | 9 fev 2008  | Mount Lemmon      | Mount Lemmon Survey  | —         | MPC                           |
| 256860         | 2008 CU206 | 10 fev 2008 | Kitt Peak         | Spacewatch           | —         | MPC                           |
| 256861         | 2008 CM214 | 11 fev 2008 | Mount Lemmon      | Mount Lemmon Survey  | Brangane  | MPC                           |
| 256862         | 2008 CR215 | 13 fev 2008 | Mount Lemmon      | Mount Lemmon Survey  | —         | MPC                           |
| 256863         | 2008 CT215 | 13 fev 2008 | Mount Lemmon      | Mount Lemmon Survey  | —         | MPC                           |
| 256864         | 2008 DK    | 24 fev 2008 | Skylive           | F. Tozzi             | —         | MPC                           |
| 256865         | 2008 DA1   | 24 fev 2008 | Kitt Peak         | Spacewatch           | —         | MPC                           |
| 256866         | 2008 DM1   | 24 fev 2008 | Kitt Peak         | Spacewatch           | —         | MPC                           |
| 256867         | 2008 DP3   | 24 fev 2008 | Kitt Peak         | Spacewatch           | Mitidika  | MPC                           |
| 256868         | 2008 DU7   | 24 fev 2008 | Mount Lemmon      | Mount Lemmon Survey  | —         | MPC                           |
| 256869         | 2008 DF11  | 26 fev 2008 | Kitt Peak         | Spacewatch           | Mitidika  | MPC                           |
| 256870         | 2008 DX11  | 26 fev 2008 | Kitt Peak         | Spacewatch           | —         | MPC                           |
| 256871         | 2008 DN13  | 26 fev 2008 | Mount Lemmon      | Mount Lemmon Survey  | —         | MPC                           |
| 256872         | 2008 DB15  | 26 fev 2008 | Mount Lemmon      | Mount Lemmon Survey  | —         | MPC                           |
| 256873         | 2008 DM16  | 27 fev 2008 | Kitt Peak         | Spacewatch           | —         | MPC                           |
| 256874         | 2008 DD17  | 28 fev 2008 | Calvin-Rehoboth   | Calvin–Rehoboth Obs. | —         | MPC                           |
| 256875         | 2008 DR19  | 27 fev 2008 | Mount Lemmon      | Mount Lemmon Survey  | —         | MPC                           |
| 256876         | 2008 DE22  | 28 fev 2008 | Mount Lemmon      | Mount Lemmon Survey  | —         | MPC                           |
| 256877         | 2008 DW24  | 28 fev 2008 | Mount Lemmon      | Mount Lemmon Survey  | —         | MPC                           |
| 256878         | 2008 DC31  | 27 fev 2008 | Kitt Peak         | Spacewatch           | —         | MPC                           |
| 256879         | 2008 DU32  | 27 fev 2008 | Kitt Peak         | Spacewatch           | —         | MPC                           |
| 256880         | 2008 DE33  | 27 fev 2008 | Kitt Peak         | Spacewatch           | —         | MPC                           |
| 256881         | 2008 DK34  | 27 fev 2008 | Kitt Peak         | Spacewatch           | —         | MPC                           |
| 256882         | 2008 DR34  | 27 fev 2008 | Kitt Peak         | Spacewatch           | —         | MPC                           |
| 256883         | 2008 DF37  | 27 fev 2008 | Mount Lemmon      | Mount Lemmon Survey  | —         | MPC                           |
| 256884         | 2008 DN37  | 27 fev 2008 | Kitt Peak         | Spacewatch           | —         | MPC                           |
| 256885         | 2008 DO37  | 27 fev 2008 | Mount Lemmon      | Mount Lemmon Survey  | Eos       | MPC                           |
| 256886         | 2008 DQ37  | 27 fev 2008 | Mount Lemmon      | Mount Lemmon Survey  | —         | MPC                           |
| 256887         | 2008 DN38  | 27 fev 2008 | Kitt Peak         | Spacewatch           | —         | MPC                           |
| 256888         | 2008 DS38  | 27 fev 2008 | Kitt Peak         | Spacewatch           | —         | MPC                           |
| 256889         | 2008 DV38  | 27 fev 2008 | Mount Lemmon      | Mount Lemmon Survey  | —         | MPC                           |
| 256890         | 2008 DT40  | 27 fev 2008 | Kitt Peak         | Spacewatch           | —         | MPC                           |
| 256891         | 2008 DU40  | 27 fev 2008 | Kitt Peak         | Spacewatch           | —         | MPC                           |
| 256892 Wutayou | 2008 DW40  | 27 fev 2008 | Lulin Observatory | C.-S. Lin, Q.-z. Ye  | —         | MPC                           |
| 256893         | 2008 DM43  | 28 fev 2008 | Mount Lemmon      | Mount Lemmon Survey  | —         | MPC                           |
| 256894         | 2008 DR43  | 28 fev 2008 | Catalina          | CSS                  | —         | MPC                           |
| 256895         | 2008 DC44  | 28 fev 2008 | Mount Lemmon      | Mount Lemmon Survey  | —         | MPC                           |
| 256896         | 2008 DC47  | 28 fev 2008 | Kitt Peak         | Spacewatch           | —         | MPC                           |
| 256897         | 2008 DN47  | 28 fev 2008 | Kitt Peak         | Spacewatch           | —         | MPC                           |
| 256898         | 2008 DZ51  | 29 fev 2008 | Kitt Peak         | Spacewatch           | —         | MPC                           |
| 256899         | 2008 DB52  | 29 fev 2008 | Kitt Peak         | Spacewatch           | —         | MPC                           |
| 256900         | 2008 DP53  | 29 fev 2008 | Mount Lemmon      | Mount Lemmon Survey  | —         | MPC                           |

## 256901–257000
| Designação | Designação | Descoberta  | Descoberta    | Descobridor(es)     | Categoria | Mais informações / Referência |
| Permanente | Provisória | Data        | Local         | Descobridor(es)     | Categoria | Mais informações / Referência |
| ---------- | ---------- | ----------- | ------------- | ------------------- | --------- | ----------------------------- |
| 256901     | 2008 DW53  | 29 fev 2008 | Kitt Peak     | Spacewatch          | —         | MPC                           |
| 256902     | 2008 DO55  | 26 fev 2008 | Mount Lemmon  | Mount Lemmon Survey | —         | MPC                           |
| 256903     | 2008 DF56  | 29 fev 2008 | Kitt Peak     | Spacewatch          | —         | MPC                           |
| 256904     | 2008 DY63  | 28 fev 2008 | Mount Lemmon  | Mount Lemmon Survey | Mitidika  | MPC                           |
| 256905     | 2008 DW66  | 29 fev 2008 | Kitt Peak     | Spacewatch          | —         | MPC                           |
| 256906     | 2008 DR68  | 29 fev 2008 | Kitt Peak     | Spacewatch          | —         | MPC                           |
| 256907     | 2008 DM71  | 24 fev 2008 | Mount Lemmon  | Mount Lemmon Survey | —         | MPC                           |
| 256908     | 2008 DW72  | 26 fev 2008 | Mount Lemmon  | Mount Lemmon Survey | —         | MPC                           |
| 256909     | 2008 DT81  | 27 fev 2008 | Kitt Peak     | Spacewatch          | —         | MPC                           |
| 256910     | 2008 DW82  | 28 fev 2008 | Mount Lemmon  | Mount Lemmon Survey | —         | MPC                           |
| 256911     | 2008 DL83  | 29 fev 2008 | Kitt Peak     | Spacewatch          | —         | MPC                           |
| 256912     | 2008 DP83  | 29 fev 2008 | Kitt Peak     | Spacewatch          | —         | MPC                           |
| 256913     | 2008 DV84  | 18 fev 2008 | Mount Lemmon  | Mount Lemmon Survey | —         | MPC                           |
| 256914     | 2008 DO86  | 29 fev 2008 | Kitt Peak     | Spacewatch          | —         | MPC                           |
| 256915     | 2008 EA2   | 1 mar 2008  | Kitt Peak     | Spacewatch          | —         | MPC                           |
| 256916     | 2008 EC2   | 1 mar 2008  | Kitt Peak     | Spacewatch          | —         | MPC                           |
| 256917     | 2008 EJ5   | 1 mar 2008  | Anderson Mesa | LONEOS              | —         | MPC                           |
| 256918     | 2008 EA6   | 1 mar 2008  | Kitt Peak     | Spacewatch          | —         | MPC                           |
| 256919     | 2008 EX6   | 3 mar 2008  | Dauban        | F. Kugel            | —         | MPC                           |
| 256920     | 2008 EH7   | 5 mar 2008  | Mount Lemmon  | Mount Lemmon Survey | —         | MPC                           |
| 256921     | 2008 EV7   | 1 mar 2008  | La Sagra      | Mallorca Obs.       | —         | MPC                           |
| 256922     | 2008 ET11  | 1 mar 2008  | Kitt Peak     | Spacewatch          | —         | MPC                           |
| 256923     | 2008 EC13  | 1 mar 2008  | Kitt Peak     | Spacewatch          | —         | MPC                           |
| 256924     | 2008 EF13  | 1 mar 2008  | Kitt Peak     | Spacewatch          | —         | MPC                           |
| 256925     | 2008 EH15  | 1 mar 2008  | Kitt Peak     | Spacewatch          | —         | MPC                           |
| 256926     | 2008 EJ16  | 1 mar 2008  | Kitt Peak     | Spacewatch          | —         | MPC                           |
| 256927     | 2008 EU21  | 2 mar 2008  | Kitt Peak     | Spacewatch          | Brangane  | MPC                           |
| 256928     | 2008 EW21  | 2 mar 2008  | Kitt Peak     | Spacewatch          | —         | MPC                           |
| 256929     | 2008 EO23  | 3 mar 2008  | Catalina      | CSS                 | —         | MPC                           |
| 256930     | 2008 EY26  | 4 mar 2008  | Kitt Peak     | Spacewatch          | —         | MPC                           |
| 256931     | 2008 ER28  | 4 mar 2008  | Mount Lemmon  | Mount Lemmon Survey | Ursula    | MPC                           |
| 256932     | 2008 EC29  | 4 mar 2008  | Mount Lemmon  | Mount Lemmon Survey | Phocaea   | MPC                           |
| 256933     | 2008 EE29  | 4 mar 2008  | Mount Lemmon  | Mount Lemmon Survey | —         | MPC                           |
| 256934     | 2008 EK32  | 8 mar 2008  | Grove Creek   | F. Tozzi            | —         | MPC                           |
| 256935     | 2008 EG34  | 2 mar 2008  | Kitt Peak     | Spacewatch          | —         | MPC                           |
| 256936     | 2008 EZ37  | 4 mar 2008  | Kitt Peak     | Spacewatch          | —         | MPC                           |
| 256937     | 2008 EG38  | 4 mar 2008  | Kitt Peak     | Spacewatch          | —         | MPC                           |
| 256938     | 2008 EH39  | 4 mar 2008  | Kitt Peak     | Spacewatch          | —         | MPC                           |
| 256939     | 2008 EA40  | 4 mar 2008  | Kitt Peak     | Spacewatch          | —         | MPC                           |
| 256940     | 2008 EW40  | 4 mar 2008  | Kitt Peak     | Spacewatch          | —         | MPC                           |
| 256941     | 2008 EJ42  | 4 mar 2008  | Kitt Peak     | Spacewatch          | —         | MPC                           |
| 256942     | 2008 EM42  | 4 mar 2008  | Kitt Peak     | Spacewatch          | —         | MPC                           |
| 256943     | 2008 EG46  | 5 mar 2008  | Kitt Peak     | Spacewatch          | —         | MPC                           |
| 256944     | 2008 EZ47  | 5 mar 2008  | Kitt Peak     | Spacewatch          | —         | MPC                           |
| 256945     | 2008 ED48  | 5 mar 2008  | Kitt Peak     | Spacewatch          | —         | MPC                           |
| 256946     | 2008 EJ48  | 5 mar 2008  | Kitt Peak     | Spacewatch          | —         | MPC                           |
| 256947     | 2008 EQ49  | 6 mar 2008  | Kitt Peak     | Spacewatch          | —         | MPC                           |
| 256948     | 2008 ED51  | 6 mar 2008  | Kitt Peak     | Spacewatch          | —         | MPC                           |
| 256949     | 2008 ED59  | 8 mar 2008  | Mount Lemmon  | Mount Lemmon Survey | —         | MPC                           |
| 256950     | 2008 EZ59  | 8 mar 2008  | Catalina      | CSS                 | —         | MPC                           |
| 256951     | 2008 EF68  | 9 mar 2008  | Desert Moon   | B. L. Stevens       | —         | MPC                           |
| 256952     | 2008 EM69  | 5 mar 2008  | Mount Lemmon  | Mount Lemmon Survey | —         | MPC                           |
| 256953     | 2008 EH72  | 6 mar 2008  | Mount Lemmon  | Mount Lemmon Survey | —         | MPC                           |
| 256954     | 2008 EV72  | 6 mar 2008  | Mount Lemmon  | Mount Lemmon Survey | —         | MPC                           |
| 256955     | 2008 ER75  | 7 mar 2008  | Kitt Peak     | Spacewatch          | —         | MPC                           |
| 256956     | 2008 ES75  | 7 mar 2008  | Kitt Peak     | Spacewatch          | —         | MPC                           |
| 256957     | 2008 EA76  | 7 mar 2008  | Kitt Peak     | Spacewatch          | —         | MPC                           |
| 256958     | 2008 EM76  | 7 mar 2008  | Kitt Peak     | Spacewatch          | —         | MPC                           |
| 256959     | 2008 ER77  | 7 mar 2008  | Kitt Peak     | Spacewatch          | —         | MPC                           |
| 256960     | 2008 EL82  | 8 mar 2008  | Socorro       | LINEAR              | —         | MPC                           |
| 256961     | 2008 EA83  | 8 mar 2008  | Socorro       | LINEAR              | —         | MPC                           |
| 256962     | 2008 EW83  | 8 mar 2008  | Catalina      | CSS                 | —         | MPC                           |
| 256963     | 2008 ES84  | 13 mar 2008 | Grove Creek   | F. Tozzi            | —         | MPC                           |
| 256964     | 2008 EV86  | 7 mar 2008  | Kitt Peak     | Spacewatch          | —         | MPC                           |
| 256965     | 2008 EL87  | 8 mar 2008  | Catalina      | CSS                 | —         | MPC                           |
| 256966     | 2008 EP89  | 9 mar 2008  | Socorro       | LINEAR              | —         | MPC                           |
| 256967     | 2008 EV89  | 10 mar 2008 | Nyukasa       | Mount Nyukasa Stn.  | —         | MPC                           |
| 256968     | 2008 EL90  | 6 mar 2008  | Kitt Peak     | Spacewatch          | —         | MPC                           |
| 256969     | 2008 EA95  | 5 mar 2008  | Mount Lemmon  | Mount Lemmon Survey | —         | MPC                           |
| 256970     | 2008 ET97  | 11 mar 2008 | Mount Lemmon  | Mount Lemmon Survey | —         | MPC                           |
| 256971     | 2008 ET98  | 3 mar 2008  | Catalina      | CSS                 | —         | MPC                           |
| 256972     | 2008 EJ101 | 5 mar 2008  | Mount Lemmon  | Mount Lemmon Survey | —         | MPC                           |
| 256973     | 2008 EQ104 | 6 mar 2008  | Kitt Peak     | Spacewatch          | —         | MPC                           |
| 256974     | 2008 ET107 | 7 mar 2008  | Mount Lemmon  | Mount Lemmon Survey | —         | MPC                           |
| 256975     | 2008 EE113 | 8 mar 2008  | Kitt Peak     | Spacewatch          | —         | MPC                           |
| 256976     | 2008 EM114 | 8 mar 2008  | Kitt Peak     | Spacewatch          | Phocaea   | MPC                           |
| 256977     | 2008 ES119 | 9 mar 2008  | Kitt Peak     | Spacewatch          | —         | MPC                           |
| 256978     | 2008 EC120 | 9 mar 2008  | Kitt Peak     | Spacewatch          | Phocaea   | MPC                           |
| 256979     | 2008 EN121 | 9 mar 2008  | Kitt Peak     | Spacewatch          | —         | MPC                           |
| 256980     | 2008 EV121 | 9 mar 2008  | Kitt Peak     | Spacewatch          | —         | MPC                           |
| 256981     | 2008 EA122 | 9 mar 2008  | Kitt Peak     | Spacewatch          | —         | MPC                           |
| 256982     | 2008 EW122 | 9 mar 2008  | Kitt Peak     | Spacewatch          | —         | MPC                           |
| 256983     | 2008 EJ127 | 10 mar 2008 | Kitt Peak     | Spacewatch          | —         | MPC                           |
| 256984     | 2008 EL127 | 10 mar 2008 | Catalina      | CSS                 | —         | MPC                           |
| 256985     | 2008 EW128 | 11 mar 2008 | Kitt Peak     | Spacewatch          | —         | MPC                           |
| 256986     | 2008 EL129 | 11 mar 2008 | Kitt Peak     | Spacewatch          | —         | MPC                           |
| 256987     | 2008 EL132 | 11 mar 2008 | Catalina      | CSS                 | —         | MPC                           |
| 256988     | 2008 EM133 | 11 mar 2008 | Mount Lemmon  | Mount Lemmon Survey | —         | MPC                           |
| 256989     | 2008 EM137 | 11 mar 2008 | Kitt Peak     | Spacewatch          | Eos       | MPC                           |
| 256990     | 2008 ET137 | 11 mar 2008 | Kitt Peak     | Spacewatch          | —         | MPC                           |
| 256991     | 2008 ES139 | 11 mar 2008 | Catalina      | CSS                 | —         | MPC                           |
| 256992     | 2008 EC140 | 12 mar 2008 | Kitt Peak     | Spacewatch          | Mitidika  | MPC                           |
| 256993     | 2008 EM142 | 12 mar 2008 | Mount Lemmon  | Mount Lemmon Survey | —         | MPC                           |
| 256994     | 2008 EB143 | 13 mar 2008 | Catalina      | CSS                 | —         | MPC                           |
| 256995     | 2008 EJ147 | 1 mar 2008  | Kitt Peak     | Spacewatch          | —         | MPC                           |
| 256996     | 2008 ED148 | 1 mar 2008  | Kitt Peak     | Spacewatch          | —         | MPC                           |
| 256997     | 2008 EF148 | 1 mar 2008  | Kitt Peak     | Spacewatch          | —         | MPC                           |
| 256998     | 2008 EJ149 | 4 mar 2008  | Kitt Peak     | Spacewatch          | —         | MPC                           |
| 256999     | 2008 EC150 | 7 mar 2008  | Catalina      | CSS                 | —         | MPC                           |
| 257000     | 2008 EF150 | 9 mar 2008  | Kitt Peak     | Spacewatch          | —         | MPC                           |